# Democracia

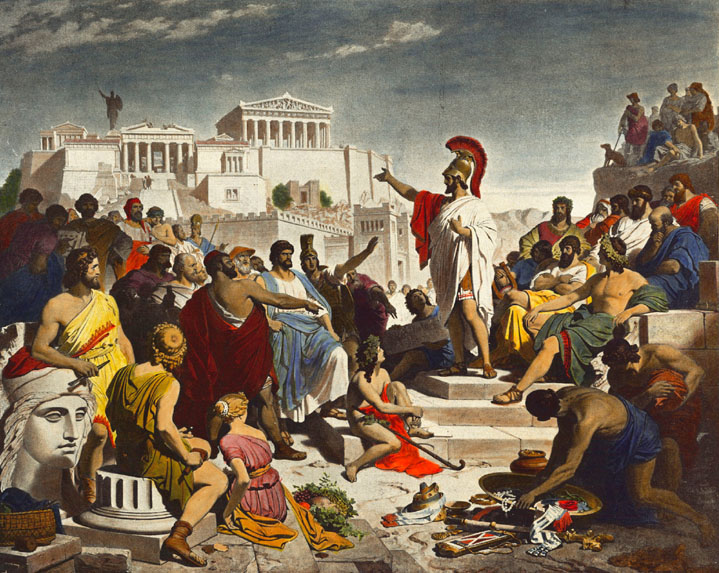
Democracia em Atenas: o político ateniense Péricles fazendo seu famoso discurso fúnebre em frente à Assembleia, pintura de Philipp von Foltz.

Democracia (do em grego clássico: δημοκρατία    , dēmos 'povo' e kratos 'governo') é um sistema de governo no qual o poder do Estado é investido no povo ou em sua população em geral. Numa definição minimalista de democracia, os governantes são eleitos através de eleições justas e competitivas, enquanto definições mais abrangentes associam também a democracia às garantias de liberdades civis e direitos humanos. Contrasta com formas de governo em que o poder não é investido na população geral, como em sistemas autoritários. A opinião pública do mundo ocidental é fortemente favorável aos sistemas democráticos de governo. De acordo com os índices V-Dem Democracy e The Economist Democracy Index, menos de metade da população mundial vivia numa democracia em 2022.
O termo surgiu no século V a.C. nas cidades-estado gregas, notadamente na Atenas clássica, para significar "governo do povo", em contraste com aristocracia (ἀριστοκρατία, aristokratía), que significa "governo de uma elite". A democracia ocidental, diferentemente daquela que existia na antiguidade, é geralmente considerada como tendo se originado em cidades-estado como Atenas e da Roma, onde vários graus de emancipação da população masculina livre foram observados. Em praticamente todos os governos democráticos ao longo da história antiga e moderna, a cidadania democrática era inicialmente restrita a uma classe de elite, sendo posteriormente estendida a todos os cidadãos adultos. Na maioria das democracias modernas, isso foi alcançado por meio dos movimentos de sufrágio dos séculos XIX e XX.
A noção de democracia evoluiu consideravelmente ao longo da história da humanidade, sendo que é possível encontrar evidências de democracia direta, na qual as comunidades tomam decisões por meio de assembleia popular. Hoje, a forma dominante de democracia é a representativa, onde os cidadãos elegem pessoas para governar em seu nome, como em uma democracia parlamentar ou presidencial. A maioria das democracias aplica, na maioria dos casos, a regra da maioria, mas em alguns casos são aplicadas as regras da pluralidade, dasupermaioria ou do consenso. Eles atendem ao propósito crucial de inclusão e legitimidade mais ampla em questões delicadas — contrabalançando ao majoritarismo — e, portanto, geralmente têm precedência em nível constitucional. Na variante comum da democracia liberal, os poderes da maioria são exercidos por meio de uma democracia representativa, mas uma constituição e um tribunal supremo limitam a maioria e protegem as minorias — normalmente através da garantia de certos direitos individuais, como a liberdade de expressão ou de associação.
Em uma democracia direta, o povo tem autoridade direta para deliberar e decidir sobre a legislação. Em uma democracia representativa, o povo escolhe governantes por meio de eleições. A definição de "povo" e as formas como a autoridade é compartilhada ou delegada mudaram ao longo do tempo e em taxas variadas em diferentes países. As características da democracia muitas vezes incluem liberdade de reunião, associação, religião e expressão, além de cidadania, consentimento dos governados, direitos de voto, direito à vida e à liberdade e direitos das minorias.

## Características
Não existe consenso sobre a forma correta de definir a democracia, mas a igualdade, a liberdade e o Estado de direito foram identificadas como características importantes desde os tempos antigos. Estes princípios são refletidos quando todos os cidadãos elegíveis são iguais perante a lei e têm igual acesso aos processos legislativos. Por exemplo, em uma democracia representativa, cada voto tem o mesmo peso, não existem restrições excessivas sobre quem quer se tornar um representante, além da liberdade de seus cidadãos elegíveis ser protegida por direitos legitimados e que são tipicamente protegidos por uma constituição.

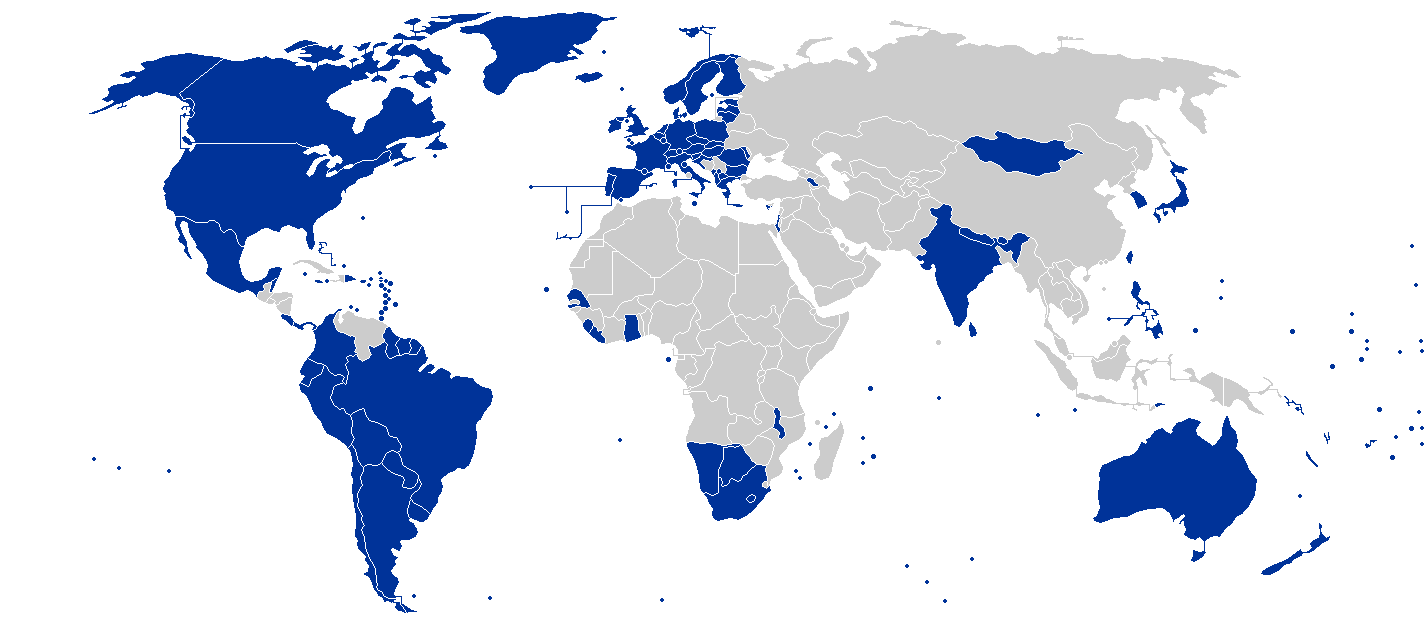
Países em azul são designados "democracias eleitorais" pela Freedom House em 2020.

| Situação muito séria Situação difícil Problemas visíveis | Situação satisfatória Situação boa Sem dados |

Índice de Liberdade de Imprensa de 2024

Uma teoria sustenta que a democracia exige três princípios fundamentais: 1) a soberania reside nos níveis mais baixos de autoridade; 2) igualdade política e 3) normas sociais pelas quais os indivíduos e as instituições só consideram aceitáveis atos que refletem os dois primeiros princípios citados.
O termo democracia às vezes é usado como uma abreviação para a democracia liberal, que é uma variante da democracia representativa e que pode incluir elementos como o pluralismo político, a igualdade perante a lei, o direito de petição para reparação de injustiças sociais; devido processo legal; liberdades civis; direitos humanos; e elementos da sociedade civil fora do governo. Roger Scruton afirma que a democracia por si só não pode proporcionar liberdade pessoal e política, a menos que as instituições da sociedade civil também estejam presentes.
Em muitos países, como no Reino Unido onde se originou o Sistema Westminster, o princípio dominante é o da soberania parlamentar, mantendo a independência judicial. Nos Estados Unidos, a separação de poderes é frequentemente citada como um atributo central de um regime democrático. Na Índia, a maior democracia do mundo, a soberania parlamentar está sujeita a uma constituição que inclui o controle judicial. Outros usos do termo "democracia" incluem o da democracia direta. Embora o termo "democracia" seja normalmente usado no contexto de um Estado político, os princípios também são aplicáveis a organizações privadas.
O regime da maioria absoluta é frequentemente considerado como uma característica da democracia. Assim, o sistema democrático permite que minorias políticas sejam oprimidas pela chamada "tirania da maioria" quando não há proteções legais dos direitos individuais ou de grupos. Uma parte essencial de uma democracia representativa "ideal" são eleições competitivas que sejam justas tanto no plano material, quanto processualmente. Além disso, liberdades como a política, de expressão e de imprensa são consideradas direitos essenciais que permitem aos cidadãos elegíveis serem adequadamente informados e aptos a votar de acordo com seus próprios interesses.
Também tem sido sugerido que uma característica básica da democracia é a capacidade de todos os eleitores de participar livre e plenamente na vida de sua sociedade. Com sua ênfase na noção de contrato social e da vontade coletiva de todos os eleitores, a democracia também pode ser caracterizada como uma forma de coletivismo político, porque ela é definida como uma forma de governo em que todos os cidadãos elegíveis têm uma palavra a dizer de peso igual nas decisões que afetam as suas vidas.
Enquanto a democracia é muitas vezes equiparada à forma republicana de governo, o termo república classicamente abrangeu democracias e aristocracias. Algumas democracias são monarquias constitucionais muito antigas, como é o caso de países como o Reino Unido e o Japão.

## História
As assembleias populares são tão antigas como a espécie humana e encontram-se ao longo de toda a história da humanidade, mas até ao século XIX, as principais figuras políticas opuseram-se em grande medida à democracia. Os teóricos republicanos associavam a democracia à pequena dimensão: à medida que as unidades políticas cresciam em dimensão, aumentava a probabilidade de o governo se tornar despótico. Ao mesmo tempo, as pequenas unidades políticas eram vulneráveis à conquista. Montesquieu escreveu: “Se uma república é pequena, é destruída por uma força estrangeira; se é grande, é arruinada por uma imperfeição interna.” De acordo com o cientista político da Universidade Johns Hopkins, Daniel Deudney, a criação dos Estados Unidos, com a sua grande dimensão e o seu sistema de pesos e contrapesos, foi uma solução para os problemas duplos da dimensão. As formas de democracia ocorreram organicamente em sociedades de todo o mundo que não tinham contato umas com as outras.

### Origens

#### Grécia e Roma

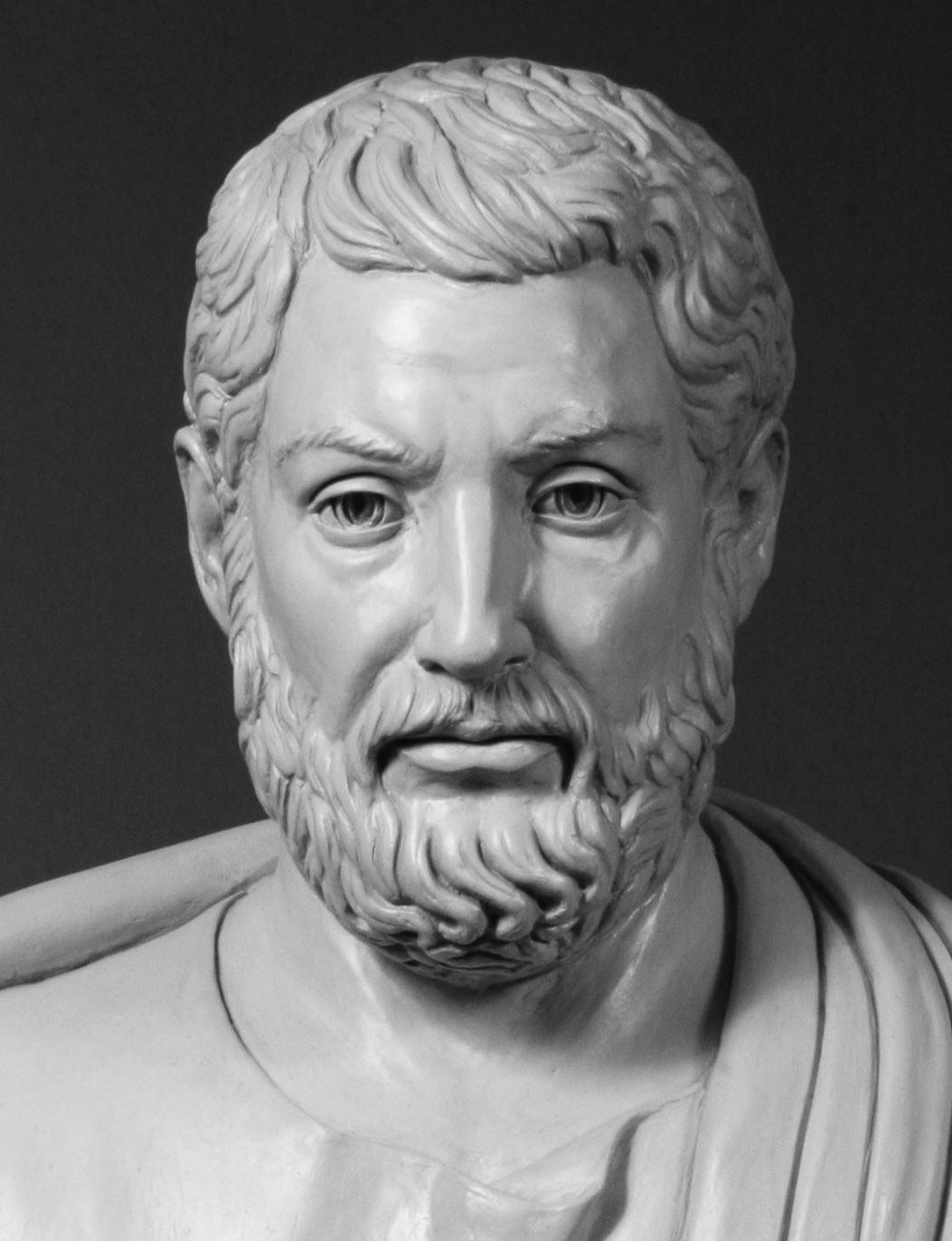
Busto moderno de Clístenes, conhecido como "o pai da democracia ateniense ", em exposição no Ohio Statehouse, Columbus, Ohio

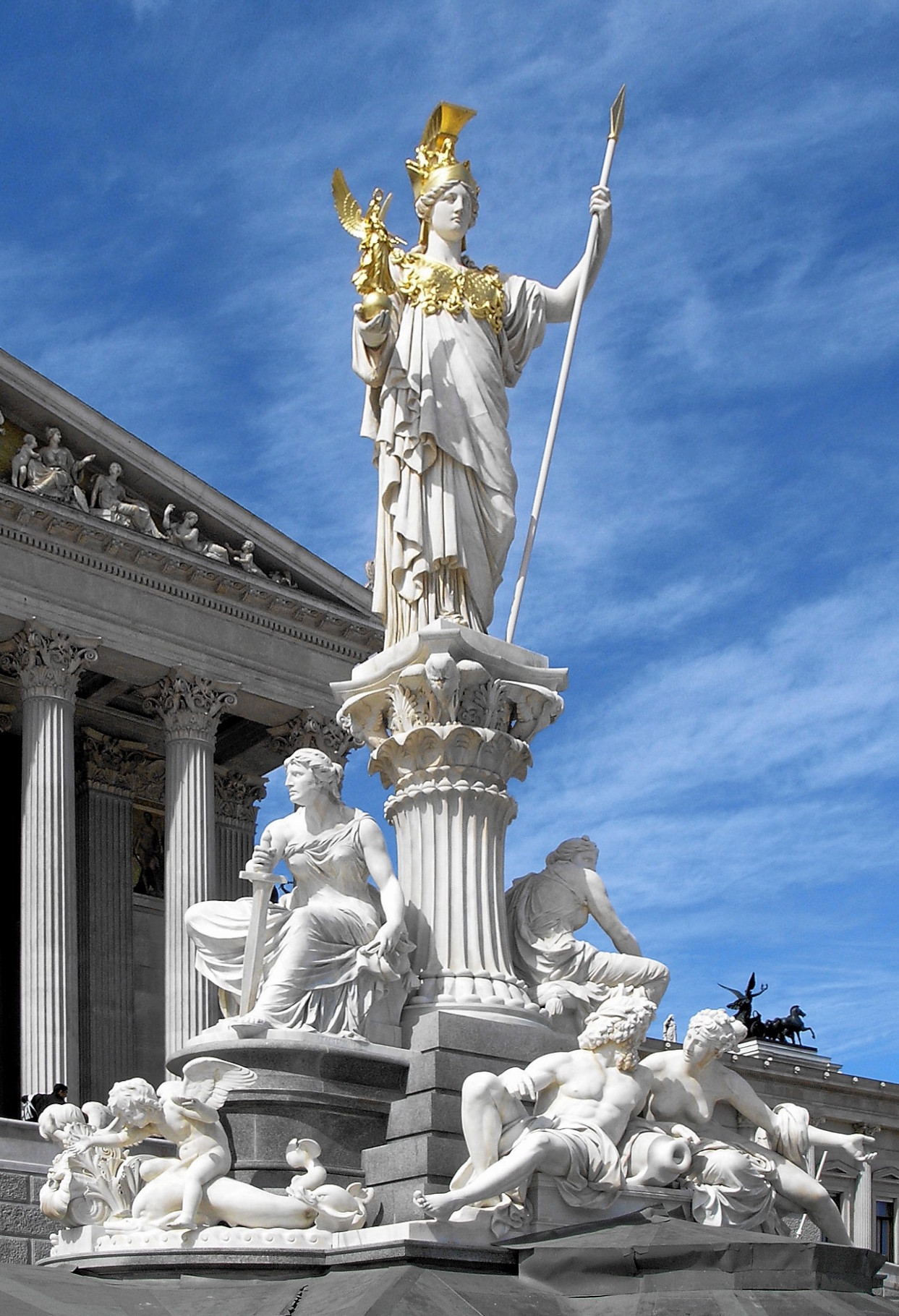
Estátua de Atena, a deusa padroeira de Atenas, em frente ao edifício do Parlamento Austríaco. Atena tem sido usada como um símbolo internacional de liberdade e democracia desde pelo menos o final do século XVIII.

O termo democracia apareceu pela primeira vez no pensamento político e filosófico grego antigo na cidade-estado grega de Atenas, durante a antiguidade clássica. A palavra vem de dêmos 'pessoas (comuns)' e krátos 'força/poder'. Sob o governo de Clístenes, referido como "o pai da democracia ateniense ", houve em Atenas em 508–507 a.C. o que é geralmente considerado o primeiro exemplo de um tipo de democracia. O primeiro uso atestado da palavra  é encontrado em obras em prosa da década de 430 a.C., como Histórias de Heródoto, mas seu uso era várias décadas mais antigo, pois dois atenienses nascidos na década de 470 fa.C. foram chamados de democrates, um novo nome político — provavelmente em apoio à democracia — dado em uma época de debates sobre questões constitucionais em Atenas. Ésquilo também faz fortes alusões à palavra em sua peça Os Suplicantes, encenada por volta de 463 a.C., onde ele menciona "a mão dominante do demos" [demou kratousa cheir]. Antes dessa época, a palavra usada para definir o novo sistema político de Clístenes era provavelmente isonomia, que significa igualdade política.
A democracia ateniense assumiu a forma de democracia direta e tinha duas características distintivas: a seleção aleatória de cidadãos comuns para preencher os poucos cargos administrativos e judiciais existentes no governo e uma assembleia legislativa composta por todos os cidadãos atenienses. Todos os cidadãos elegíveis tinham permissão para falar e votar na assembleia, que definia as leis da cidade. No entanto, a cidadania ateniense excluía mulheres, escravos, estrangeiros e jovens abaixo da idade de serviço militar. Efetivamente, apenas um em cada quatro residentes em Atenas se qualificava como cidadão, mas possuir terras não era um requisito para a cidadania. A exclusão de grandes parcelas da população está intimamente relacionada à antiga compreensão de cidadania que estava vinculado à obrigação de lutar em guerras.
A democracia ateniense não era apenas direta no sentido em que as decisões eram tomadas pelo povo, mas também a mais direta no sentido em que o povo, através da assembleia, do bulé e dos tribunais, controlava todo o processo político e uma grande proporção de cidadãos estava constantemente envolvida nos assuntos públicos. Embora os direitos do indivíduo não fossem garantidos pela constituição ateniense no sentido moderno (os gregos antigos não tinham uma palavra para "direitos"), aqueles que eram cidadãos gozavam das suas liberdades não em oposição ao governo, mas vivendo numa cidade que não estava sujeita a outro poder e não estando eles próprios sujeitos ao governo de outra pessoa.
A votação por pontos surgiu em Esparta já em 700 a.C. A eclésia espartana era uma assembleia do povo, realizada uma vez por mês, da qual todo cidadão do sexo masculino com pelo menos 20 anos de idade podia participar. Na assembleia, os espartanos elegiam líderes e votavam por meio de votação por alcance e gritos (a votação era decidida com base na intensidade dos gritos da multidão). Aristóteles chamou isso de "infantil", em comparação com as cédulas de pedra usadas pelos cidadãos atenienses. Esparta adotou tal sistema devido à sua simplicidade e para evitar qualquer votação tendenciosa, compra ou fraude que predominava nas primeiras eleições democráticas.

Cícero denuncia Catilina, afresco que representa o senado romano reunido na Cúria Hostília. Palazzo Madama, Roma.

Embora a República Romana tenha contribuído significativamente para muitos aspectos da democracia, apenas uma minoria de romanos eram cidadãos com votos nas eleições para representantes. Os votos dos poderosos ganharam mais peso através de um sistema de votação ponderada, de modo que a maioria dos altos funcionários, incluindo membros do Senado, vinham de algumas famílias ricas e nobres. Além disso, a queda do Reino Romano foi o primeiro caso no mundo ocidental de uma entidade política formada com o propósito explícito de ser uma república, embora não tivesse muito de democracia. O modelo romano de governança inspirou muitos pensadores políticos ao longo dos séculos.

#### Índia Antiga
Vaishali, capital da Liga Vajjika da Índia, é considerada um dos primeiros exemplos de uma república por volta do século VI a.C.

#### Américas
Outras culturas, como a dos iroqueses nas Américas, também desenvolveram uma forma de sociedade democrática entre 1450 e 1660 (e possivelmente em 1142), bem antes do contato com os europeus. Esta democracia continua até aos dias de hoje e é a mais antiga democracia representativa do mundo.

### Idade Média
Embora a maioria das regiões da Europa durante a Idade Média fossem governadas por clérigos ou senhores feudais, existiam vários sistemas envolvendo eleições ou assembleias, embora muitas vezes envolvendo apenas uma pequena parte da população. Na Escandinávia, as assembleias conhecidas como tings consistiam em homens livres presididos por um legislador. Esses órgãos deliberativos eram responsáveis por resolver questões políticas, e as variantes incluíam o Althing na Islândia e o Løgting nas Ilhas Faroé. O veche, encontrado na Europa Oriental, era uma assembleia semelhante à escandinava. Na Igreja Católica Romana, o papa é eleito por um conclave papal composto por cardeais desde 1059. O primeiro órgão parlamentar documentado na Europa foram as Cortes de Leão, que foram estabelecidas por Afonso IX em 1188 e tinham autoridade para estabelecer impostos, assuntos estrangeiros e legislar, embora a natureza exata do seu papel permaneça contestada. A República de Ragusa, estabelecida no ano 1358 e centrada na cidade de Dubrovnik, fornecia representação e direitos de voto apenas à sua aristocracia masculina. Várias cidades-estados e sistemas políticos italianos tinham formas republicanas de governo. Por exemplo, a República de Florença, estabelecida em 1115, era liderada pela Signoria, cujos membros eram escolhidos por sorteio. Na Frísia dos séculos X a XV, uma sociedade nitidamente não feudal, o direito de votar em assuntos locais e em autoridades do condado era baseado no tamanho da terra. Na África, o Curucã Fuga dividiu o Império do Mali em clãs governantes (linhagens) que eram representados em uma grande assembleia chamada Gbara. No entanto, a carta tornou o Império do Mali mais semelhante a uma monarquia constitucional do que a uma república democrática.

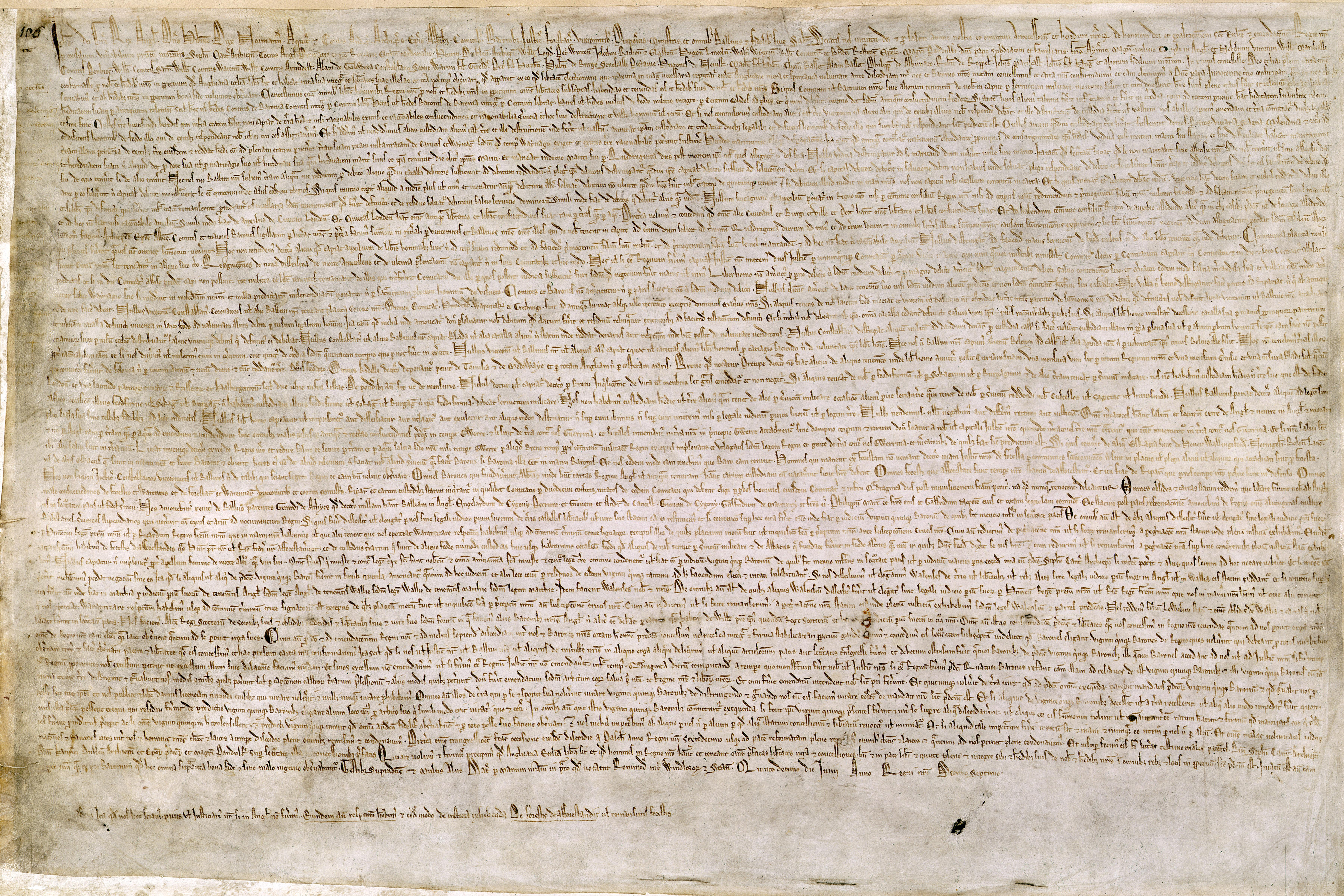
Carta Magna, 1215, Inglaterra

O Parlamento da Inglaterra teve suas raízes nas restrições ao poder dos reis escritas na Magna Carta (1215), que protegia explicitamente certos direitos dos súditos do rei e apoiava implicitamente o que se tornou o mandado inglês de habeas corpus, salvaguardando a liberdade individual contra a prisão ilegal com o direito de apelação. A primeira assembleia nacional representativa na Inglaterra foi o Parlamento de Simon de Montfort em 1265. O surgimento das petições é uma das primeiras evidências de que o parlamento era usado como um fórum para abordar as queixas gerais das pessoas comuns. Contudo, o poder de convocar o parlamento permaneceu ao critério do monarca inglês.
Estudos têm relacionado o surgimento de instituições parlamentares na Europa durante o período medieval à aglomeração urbana e à criação de novas classes, como os artesãos, bem como à presença da nobreza e das elites do clero. Os estudiosos também associaram o surgimento do governo representativo à relativa fragmentação política da Europa. O cientista político David Stasavage relaciona a fragmentação da Europa, e a sua subsequente democratização, à forma como o Império Romano entrou em colapso: o território romano foi conquistado por pequenos grupos fragmentados de tribos germânicas, levando assim à criação de pequenas unidades políticas onde os governantes eram relativamente fracos e precisavam do consentimento dos governados para afastar ameaças estrangeiras.
Na Polônia, a democracia nobiliárquica foi caracterizada por um aumento na atividade da nobreza média, que queria aumentar sua participação no exercício do poder às custas dos magnatas, que dominavam os cargos mais importantes do Estado (seculares e eclesiásticos) e faziam parte do conselho real e, mais tarde, do senado. A crescente importância da nobreza média teve impacto no estabelecimento da instituição do sejmik da terra (assembleia local), que posteriormente obteve mais direitos. Durante o século XV e a primeira metade do século XVI, os sejmiks receberam cada vez mais poder e se tornaram as instituições mais importantes do poder local. Em 1454, Casimiro IV Jagelão concedeu aos sejmiks o direito de decidir sobre impostos e convocar uma mobilização em massa nos Estatutos de Nieszawa. Ele também prometeu não criar novas leis sem o consentimento deles.

### Era moderna

#### Período moderno inicial

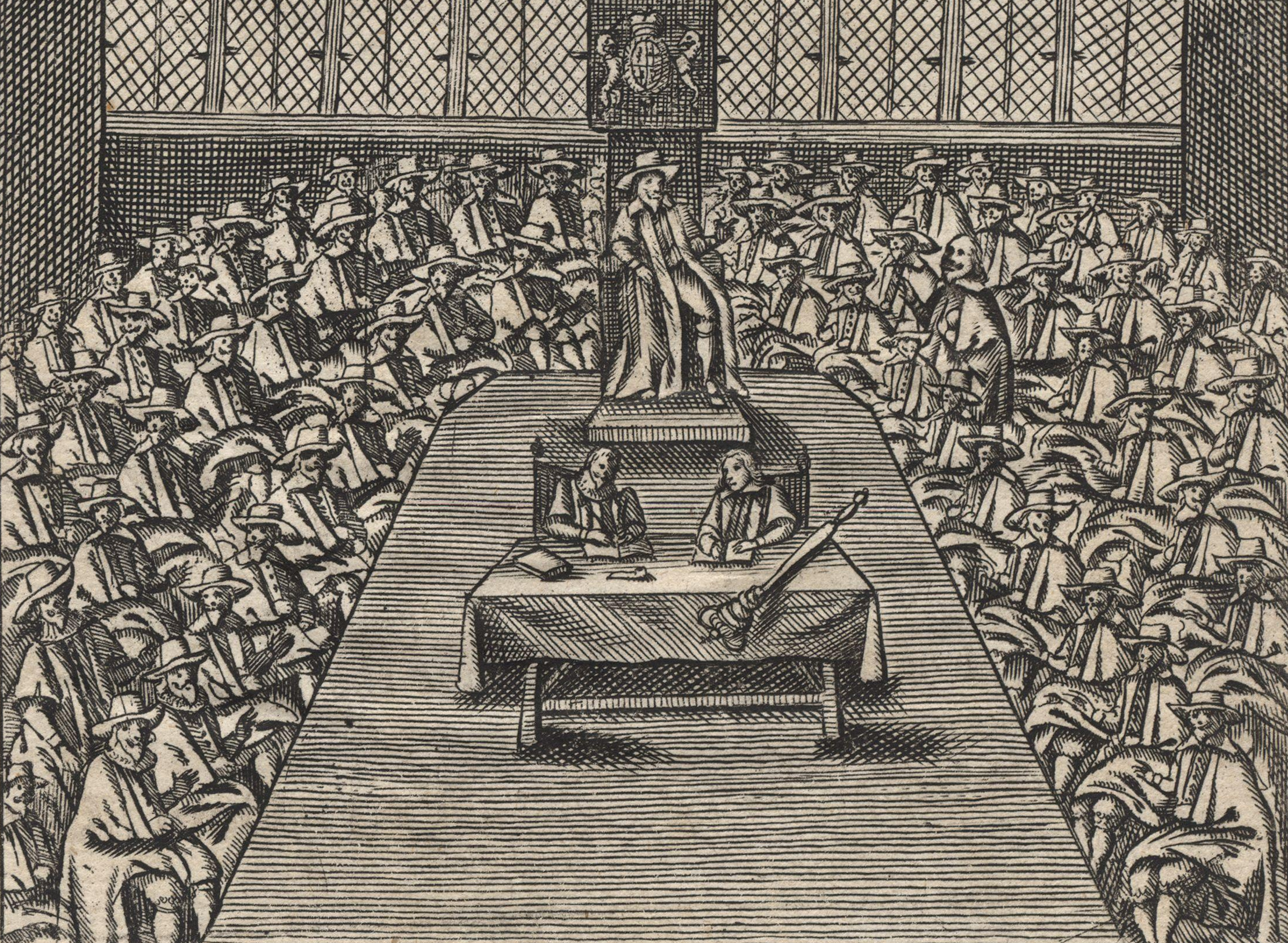
Ao longo dos séculos, o Parlamento Inglês limitou progressivamente o poder da monarquia inglesa, um processo que culminou na Guerra Civil Inglesa.

Na Inglaterra do século XVII, houve um interesse renovado na Magna Carta. O Parlamento da Inglaterra aprovou a Petição de Direito em 1628, que estabeleceu certas liberdades para os súditos. A Guerra Civil Inglesa (1642-1651) foi travada entre o rei e um parlamento oligárquico eleito, durante a qual a ideia de um partido político tomou forma com grupos debatendo direitos de representação política durante os Debates de Putney de 1647. Posteriormente, O Protetorado (1653-1659) e a Restauração Inglesa (1660) reestabeleceram um governo mais autocrático, embora o parlamento tenha aprovado a Lei do Habeas Corpus em 1679, que fortaleceu a convenção que proibia a detenção sem causa ou evidência suficiente. Após a Revolução Gloriosa de 1688, a Declaração de Direitos foi promulgada em 1689, codificou certos direitos e liberdades e ainda está em vigor. O projeto de lei estabeleceu a exigência de eleições regulares, regras para a liberdade de expressão no parlamento e limitou o poder do monarca, garantindo que, ao contrário de grande parte da Europa na época, o absolutismo real não prevaleceria. Os historiadores econômicos Douglass North e Barry Weingast caracterizaram as instituições implementadas na Revolução Gloriosa como um sucesso retumbante em termos de contenção do governo e de garantia da proteção dos direitos de propriedade.

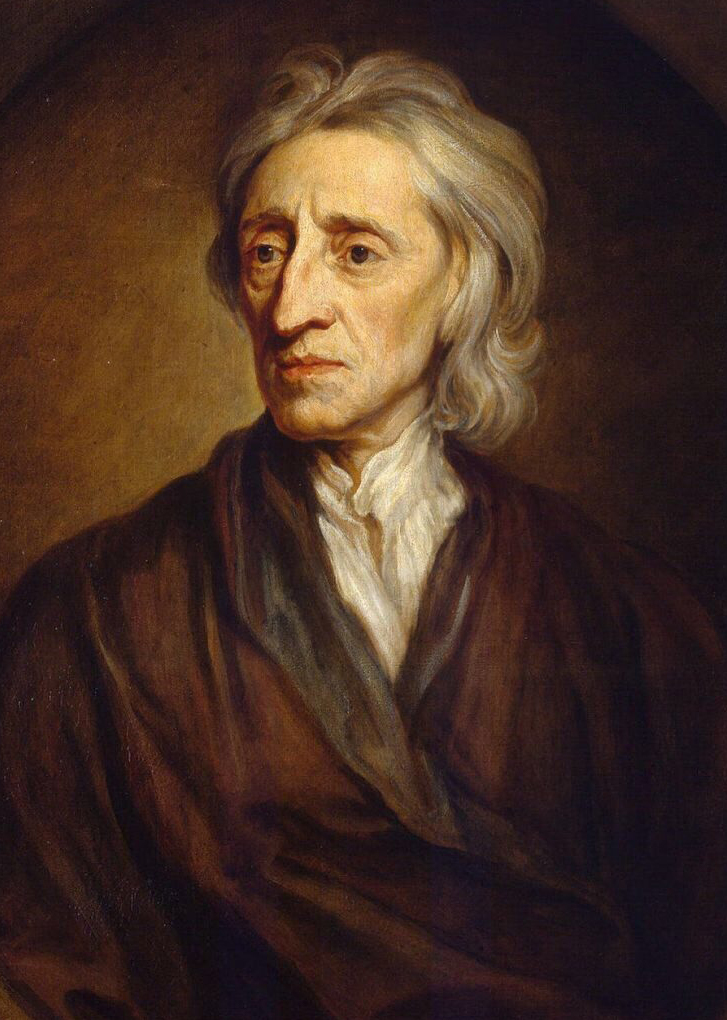
John Locke expandiu a teoria do contrato social de Thomas Hobbes e desenvolveu o conceito de direitos naturais, o direito à propriedade privada e o princípio do consentimento dos governados. Suas ideias formam a base ideológica das democracias liberais de hoje.

O interesse renovado pela Magna Carta, pela Guerra Civil Inglesa e pela Revolução Gloriosa no século XVII estimulou o crescimento da filosofia política nas Ilhas Britânicas. Thomas Hobbes foi o primeiro filósofo a articular uma teoria detalhada do contrato social. Escrevendo no Leviatã (1651), Hobbes teorizou que os indivíduos que viviam no estado natural levavam vidas "solitárias, pobres, desagradáveis, brutais e curtas" e travavam constantemente uma guerra de todos contra todos. Para evitar a ocorrência de um estado natural anárquico, Hobbes argumentou que os indivíduos cediam seus direitos a um poder forte e autoritário. Em outras palavras, Hobbes defendia uma monarquia absoluta que, em sua opinião, era a melhor forma de governo. Mais tarde, o filósofo e médico John Locke proporia uma interpretação diferente da teoria do contrato social. Escrevendo em seus Dois Tratados sobre o Governo (1689), Locke postulou que todos os indivíduos possuíam direitos inalienáveis à vida, à liberdade e à propriedade. Segundo Locke, os indivíduos se uniriam voluntariamente para formar um Estado com o propósito de defender seus direitos. Particularmente importantes para Locke eram os direitos de propriedade, cuja proteção ele considerava ser o principal objetivo do governo. Além disso, Locke afirmou que os governos eram legítimos apenas se tivessem o consentimento dos governados. Para Locke, os cidadãos tinham o direito de se revoltar contra um governo que agisse contra seus interesses ou se tornasse tirânico. Embora não tenham sido amplamente lidas durante sua vida, as obras de Locke são consideradas os documentos fundadores do pensamento liberal e influenciaram profundamente os líderes da Revolução Americana e, mais tarde, da Revolução Francesa.
Na América do Norte, o governo representativo começou em Jamestown, Virgínia, com a eleição da Câmara dos Burgueses (precursora da Assembleia Geral da Virgínia) em 1619. Os puritanos ingleses que migraram de 1620 estabeleceram colônias na Nova Inglaterra cuja governança local era democrática; embora essas assembleias locais tivessem algumas pequenas quantidades de poder delegado, a autoridade máxima era detida pela Coroa e pelo Parlamento Inglês. Os puritanos (pais peregrinos), batistas e quacres que fundaram estas colônias aplicaram a organização democrática das suas congregações também à administração das suas comunidades em assuntos mundanos.

#### Séculos XVIII e XIX

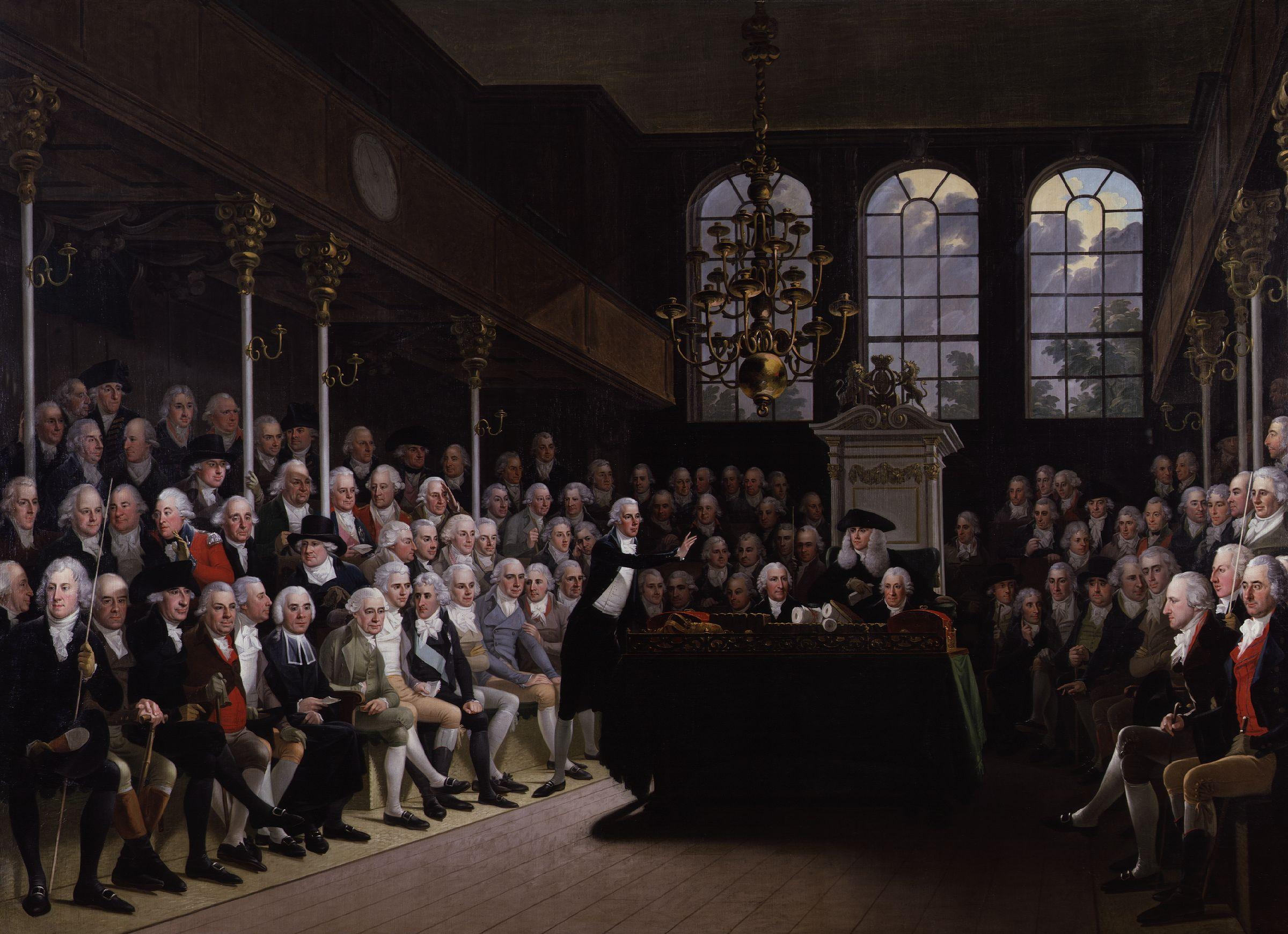
William Pitt, o Novo, discursando na Câmara dos Comuns do Reino Unido

O Primeiro Parlamento da Grã-Bretanha foi estabelecido em 1707, após a fusão dos reinos da Inglaterra e Escócia sob os Atos de União. Dois documentos-chave da constituição não codificada do Reino Unido, a Declaração Inglesa de Direitos de 1689 (reformulada na Declaração de Direitos de 1689) e a Reivindicação Escocesa de Direitos de 1689, consolidaram a posição do parlamento como o órgão legislativo supremo e disseram que a "eleição dos membros do parlamento deveria ser livre". No entanto, o parlamento era eleito apenas pelos proprietários de terras do sexo masculino, que representavam 3% da população em 1780. A primeira pessoa britânica conhecida de ascendência africana a votar em uma eleição geral, Ignatius Sancho, votou em 1774 e 1780.
Durante a Era da Liberdade na Suécia (1718–1772), os direitos civis foram expandidos e o poder foi transferido do monarca para o parlamento. A criação da curta República da Córsega em 1755 foi uma tentativa inicial de adoptar uma constituição democrática (todos os homens e mulheres com mais de 25 anos podiam votar).

As Treze Colônias Britânicas na costa leste da América do Norte emitiram uma Declaração de Independência em 1776

Os Estados Unidos coloniais tinha qualificações de propriedade semelhantes às da Grã-Bretanha e, no período anterior a 1776, a abundância e a disponibilidade de terras significavam que um grande número de colonos cumpria esses requisitos, com pelo menos 60 por cento dos homens brancos adultos aptos a votar. A grande maioria eram fazendeiros que atendiam aos requisitos de propriedade ou pagamento de impostos. Com poucas exceções, nenhum negro ou mulher podia votar. Vermont, que, ao declarar a independência da Grã-Bretanha em 1777, adotou uma constituição baseada na cidadania e no sufrágio democrático para homens com ou sem propriedade adotados na Pensilvânia. A Constituição dos Estados Unidos de 1787 é a mais antiga constituição governamental codificada ainda ativa e previa um governo eleito e protegia os direitos e as liberdades civis, mas não pôs fim à escravatura nem estendeu os direitos de voto nos Estados Unidos, deixando em vez disso a questão do sufrágio para os estados individuais. Em geral, os estados limitavam o sufrágio aos proprietários de terras e contribuintes brancos do sexo masculino. Na época da primeira eleição presidencial em 1789, cerca de 6% da população estava apta a votar. A Lei de Naturalização de 1790 limitou a cidadania dos EUA apenas aos brancos. A Declaração de Direitos de 1791 estabeleceu limites ao poder do governo para proteger as liberdades pessoais, mas teve pouco impacto nos julgamentos dos tribunais durante os primeiros 130 anos após a sua ratificação.

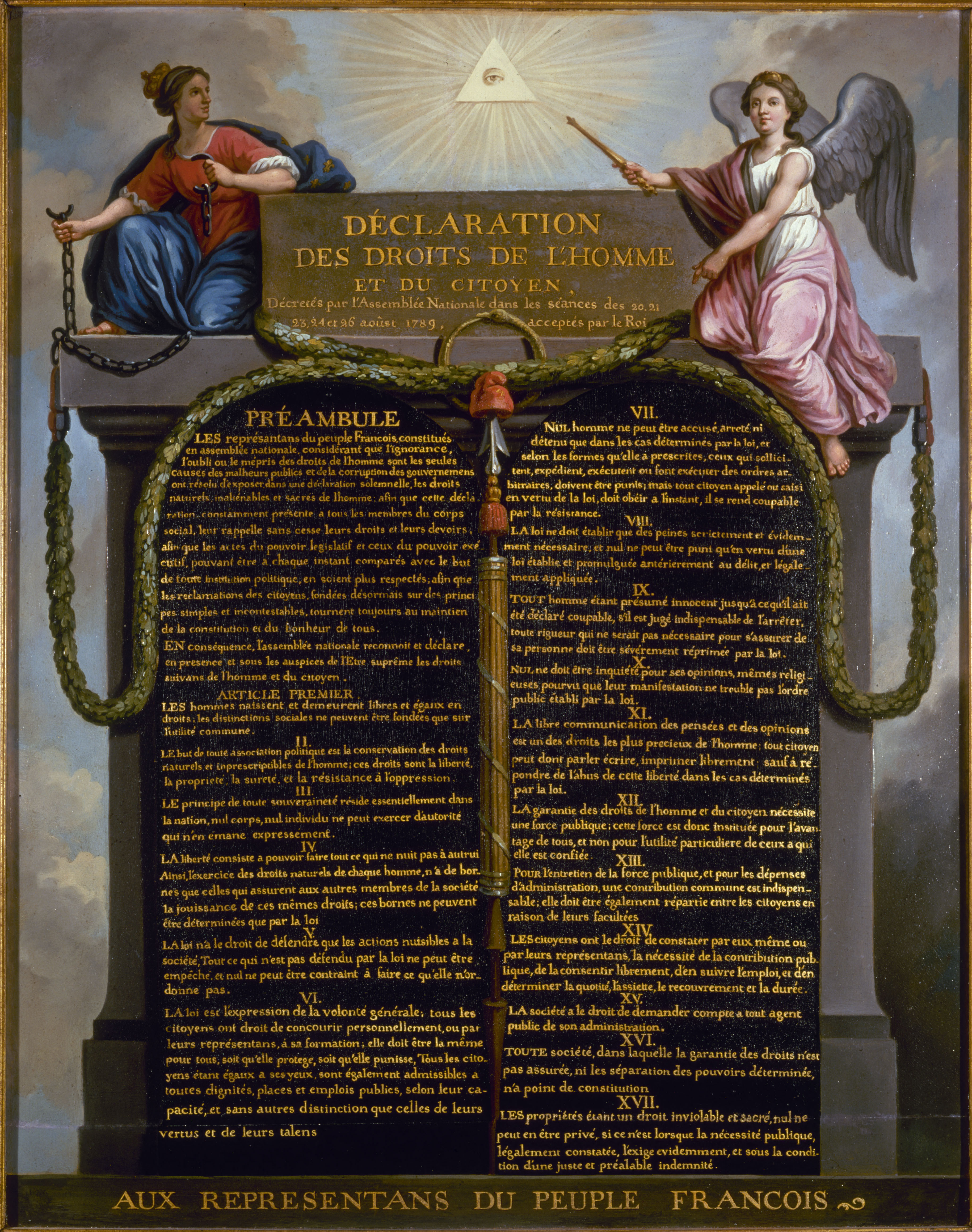
Inspirada pelos filósofos do Iluminismo, a Declaração dos Direitos do Homem e do Cidadão teve um impacto significativo no desenvolvimento de concepções populares de liberdade individual e democracia na Europa e no mundo.

Em 1789, a França revolucionária adotou a Declaração dos Direitos do Homem e do Cidadão e, embora de curta duração, a Convenção Nacional foi eleita por todos os homens adultos em 1792. A Constituição Polaco-Lituana de 3 de maio de 1791 buscou implementar uma monarquia constitucional mais eficaz, introduziu a igualdade política entre os cidadãos urbanos e a nobreza e colocou os camponeses sob a proteção do governo, mitigando os piores abusos da servidão. Em vigor há menos de 19 meses, foi declarada nula e sem efeito pelo Sejm de Grodno, que se reuniu em 1793.
Nos Estados Unidos, a eleição presidencial de 1828 foi a primeira em que homens brancos não proprietários puderam votar na grande maioria dos estados. A participação eleitoral aumentou durante a década de 1830, atingindo cerca de 80% da população masculina branca adulta na eleição presidencial de 1840. A Carolina do Norte foi o último estado a abolir a qualificação de propriedade em 1856, resultando numa aproximação próxima ao sufrágio universal masculino branco (no entanto, os requisitos de pagamento de impostos permaneceram em cinco estados em 1860 e sobreviveram em dois estados até ao século XX). No censo dos Estados Unidos de 1860, a população escrava havia crescido para quatro milhões e na Reconstrução após a Guerra Civil, três emendas constitucionais foram aprovadas: a 13ª Emenda (1865) que pôs fim à escravidão; a 14ª Emenda (1869) que deu cidadania aos negros e a 15ª Emenda (1870) que deu aos homens negros o direito nominal de votar. O pleno direito de voto dos cidadãos só foi plenamente garantido em 1965 depois do movimento pelos direitos civis obter aprovação pelo Congresso dos EUA da Lei dos Direitos de Voto.

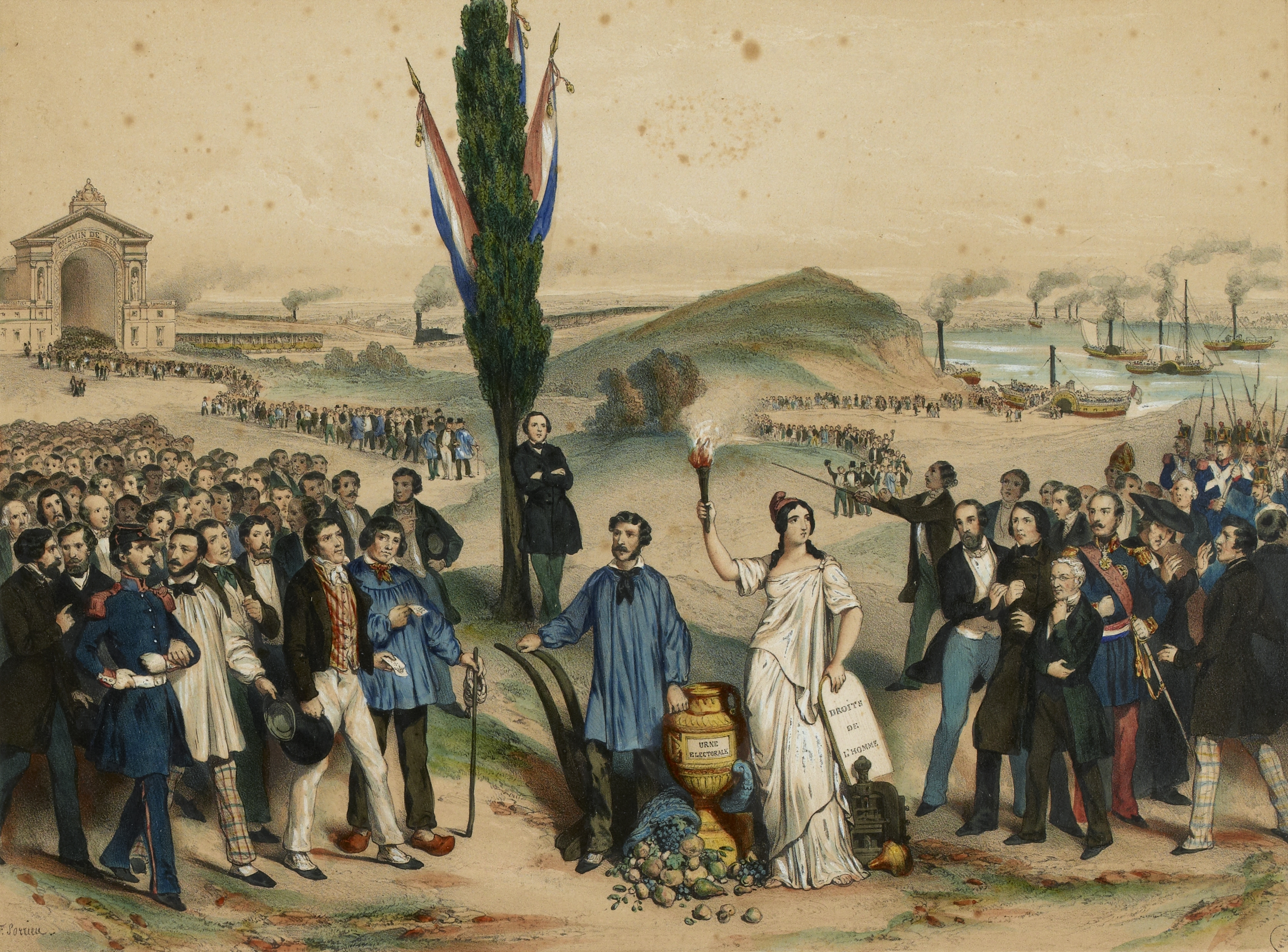
Litografia da década de 1850 marcando o estabelecimento do sufrágio universal masculino na França em 1848

O direito de voto no Reino Unido foi expandido e uniformizado em uma série de reformas que começaram com a Lei de 1832 e continuaram no século XX, principalmente com a Lei de Representação do Povo de 1918 e a Lei de Igualdade de Franquia de 1928. O sufrágio universal masculino foi estabelecido na França em março de 1848, na sequência da Revolução Francesa de 1848. Durante esse ano, eclodiram várias revoluções na Europa, quando os governantes foram confrontados com as exigências populares de constituições liberais e de um governo mais democrático.
Em 1876, o Império Otomano passou de uma monarquia absoluta para uma monarquia constitucional e realizou duas eleições no ano seguinte para eleger membros para o seu parlamento recém-formado. Foram emitidos Regulamentos Eleitorais Provisórios, declarando que os membros eleitos dos Conselhos Administrativos Provinciais elegeriam membros para o primeiro Parlamento. Mais tarde naquele ano, uma nova constituição foi promulgada, prevendo um Parlamento bicameral com um Senado nomeado pelo Sultão e uma Câmara de Deputados eleita pelo povo. Somente homens com mais de 30 anos de idade, que fossem proficientes em turco e tivessem plenos direitos civis eram autorizados a concorrer às eleições. Os motivos para a desqualificação incluíam ter dupla cidadania, ser empregado de um governo estrangeiro, estar falido, ser empregado como servo ou ter "notoriedade por más ações". O sufrágio universal pleno foi alcançado em 1934.
Em 1893, a colônia autônoma da Nova Zelândia tornou-se o primeiro país do mundo (à exceção da curta República da Córsega do século XVIII) a estabelecer o sufrágio universal ativo, reconhecendo às mulheres o direito de voto.

#### Séculos XX e XXI

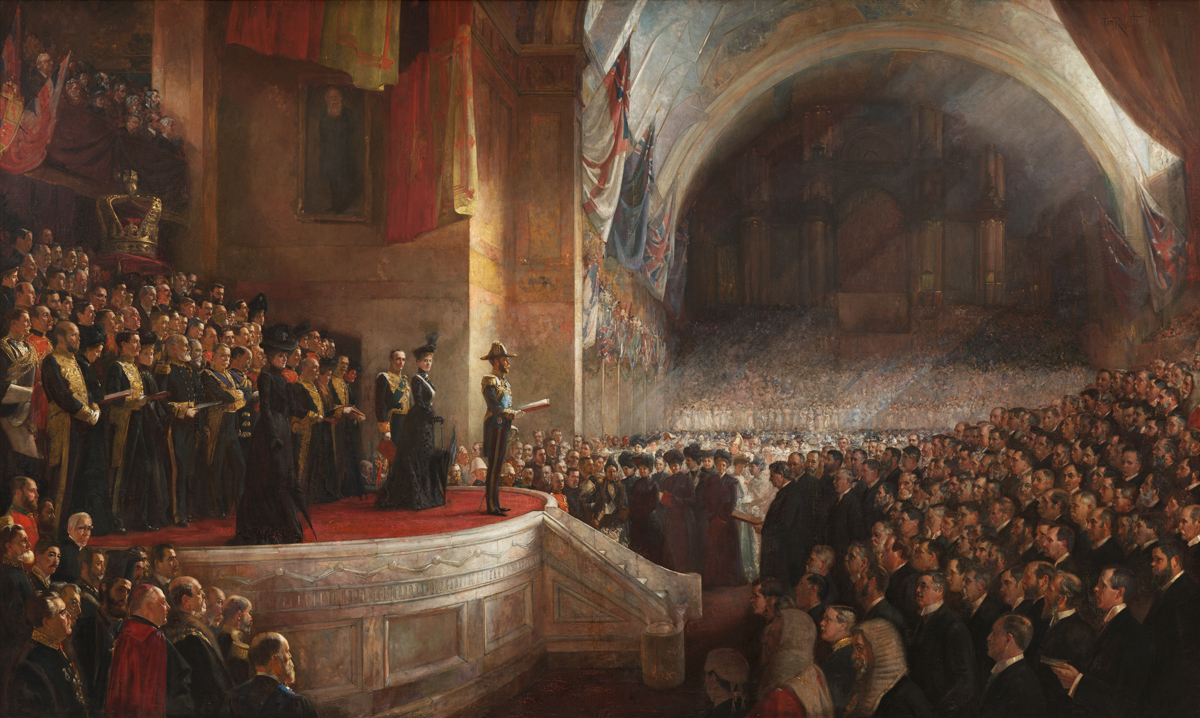
Pintura representando a abertura do primeiro Parlamento da Austrália em 1901, um dos eventos que fizeram parte da primeira onda de democracia no início do século XX

As transições do século XX para a democracia liberal ocorreram em sucessivas "ondas de democracia", resultantes de guerras, revoluções, descolonização e circunstâncias religiosas e econômicas. Ondas globais de “regressão democrática” que reverteram a democratização também ocorreram nas décadas de 1920 e 1930, nas décadas de 1960 e 1970 e na década de 2010.
A Primeira Guerra Mundial e a dissolução dos impérios autocráticos Otomano e Austro-Húngaro resultaram na criação de novos Estados-nação na Europa, a maioria deles pelo menos nominalmente democráticos. Na década de 1920, os movimentos democráticos floresceram e o sufrágio feminino avançou, mas a Grande Depressão trouxe desencanto e a maioria dos países da Europa, América Latina e Ásia recorreram a governos de ditaduras autoritárias. O fascismo e as ditaduras floresceram na Alemanha nazista, Itália, Espanha e Portugal, bem como governos não democráticos nos países bálticos, nos Balcãs, no Brasil, em Cuba, na China e no Japão, entre outros.

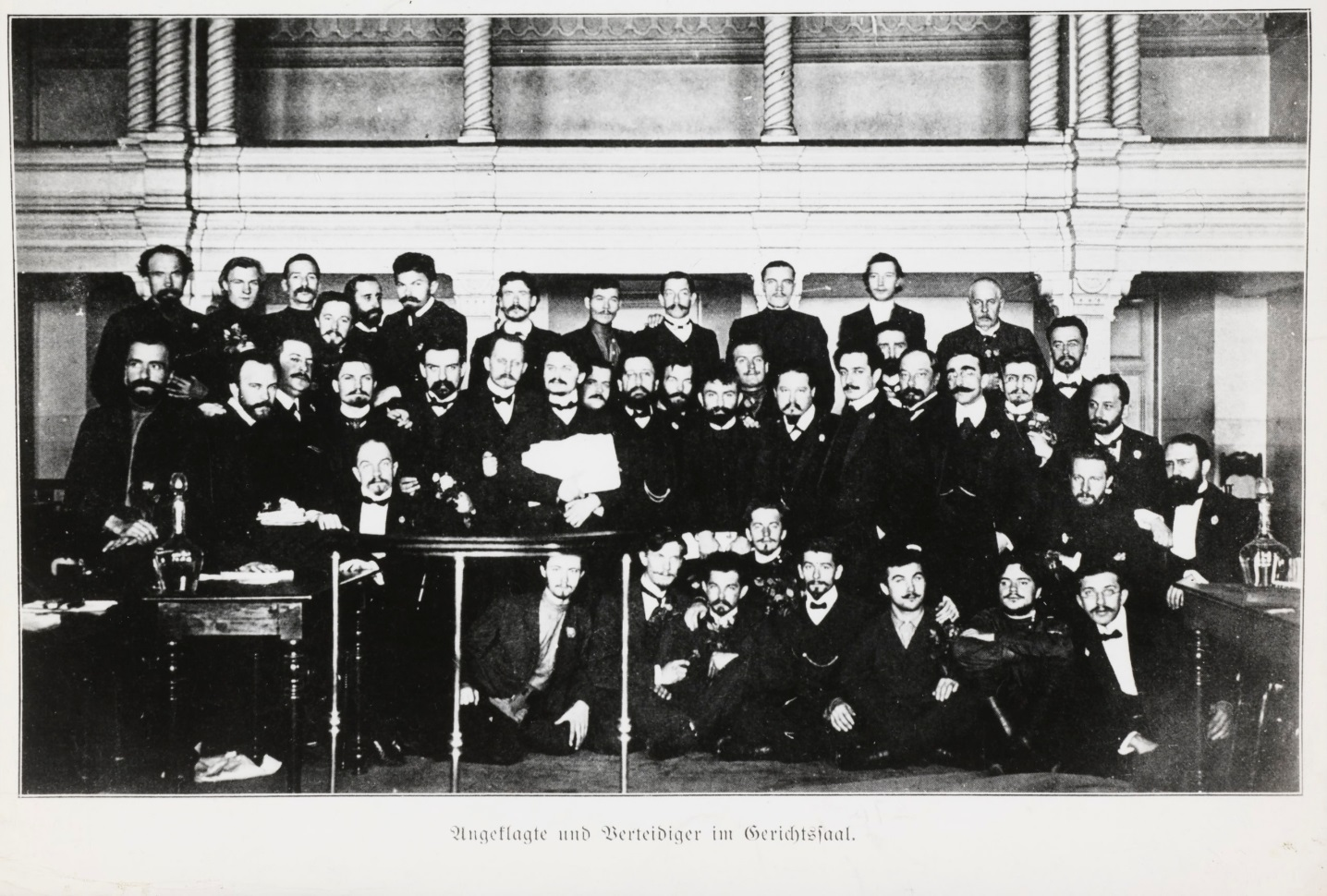
O Soviete dos Deputados Operários de São Petersburgo em 1905: Leon Trótski no centro. Os sovietes foram um dos primeiros exemplos de conselhos operários

A Segunda Guerra Mundial trouxe uma reversão definitiva dessa tendência na Europa Ocidental. A democratização dos setores americano, britânico e francês da Alemanha ocupada, Áustria, Itália e Japão ocupado serviu de modelo para a teoria posterior da mudança de regime. Entretanto, a maior parte da Europa Oriental, incluindo o setor soviético da Alemanha, caiu no bloco não democrático dominado pelos soviéticos. A guerra foi seguida pela descolonização e, novamente, a maioria dos novos Estados independentes tinham constituições nominalmente democráticas. A Índia emergiu como a maior democracia do mundo e continua a sê-lo. Os países que antes faziam parte do Império Britânico muitas vezes adotaram o sistema britânico de Westminster.
Em 1948, a Declaração Universal dos Direitos Humanos determinou a democracia:

3. A vontade do povo é a base da autoridade do governo; essa vontade é expressa em eleições periódicas e genuínas, por sufrágio universal e igualitário, realizadas por voto secreto ou por processos equivalentes de votação livre.— Declaração Universal dos Direitos do Homem, artigo 21º, Nações Unidas, 1948
Em 1960, a grande maioria dos países eram nominalmente democracias, embora a maior parte da população mundial vivesse em democracias nominais que vivenciavam eleições fraudulentas e outras formas de subterfúgio (particularmente em Estados "comunistas" e nas antigas colônias). Uma onda subsequente de democratização trouxe ganhos substanciais em direção à verdadeira democracia liberal para muitos estados, apelidada de "terceira onda de democracia". Portugal, Espanha e várias ditaduras militares na América do Sul retornaram ao governo civil nas décadas de 1970 e 1980. Isto foi seguido pelos países do Leste e Sul da Ásia em meados e finais da década de 1980. O mal-estar econômico nos anos 1980, juntamente com o ressentimento pela opressão soviética, contribuiu para o colapso da União Soviética, o fim da Guerra Fria e a democratização e liberalização dos antigos países do bloco oriental. As mais bem-sucedidas das novas democracias foram aquelas geográfica e culturalmente mais próximas da Europa Ocidental, e agora fazem parte da União Europeia ou são países candidatos.Em 1986, após a queda da mais proeminente ditadura asiática, o único estado democrático desse tipo na época surgiu nas Filipinas com a ascensão de Corazon Aquino, que mais tarde seria conhecida como a mãe da democracia asiática.

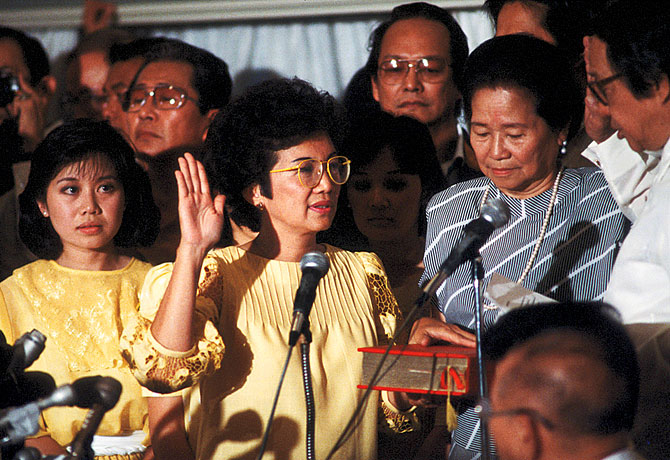
Corazon Aquino faz o juramento de posse e se torna a primeira mulher presidente da Ásia

A tendência liberal se espalhou para alguns Estados da África na década de 1990, mais proeminentemente na África do Sul. Alguns exemplos recentes de tentativas de liberalização incluem a Revolução Indonésia de 1998, a Revolução das Bulldozers na Iugoslávia, a Revolução das Rosas na Geórgia, a Revolução Laranja na Ucrânia, a Revolução dos Cedros no Líbano, a Revolução das Tulipas no Quirguistão e a Revolução do Jasmim na Tunísia. Segundo a Freedom House, em 2007 existiam 123 democracias eleitorais (contra 40 em 1972). De acordo com o Fórum Mundial sobre Democracia, as democracias eleitorais agora representam 120 dos 192 países existentes e constituem 58,2 por cento da população mundial. Ao mesmo tempo, as democracias liberais, ou seja, os países que a Freedom House considera livres e respeitadores dos direitos humanos básicos e do Estado de direito, são 85 em número e representam 38 por cento da população mundial. Também em 2007, as Nações Unidas declararam o dia 15 de Setembro como o Dia Internacional da Democracia. Muitos países reduziram a idade de voto para 18 anos; as principais democracias começaram a fazê-lo na década de 1970, começando na Europa Ocidental e na América do Norte. A maioria das democracias eleitorais continua a excluir do voto os menores de 18 anos de idade.

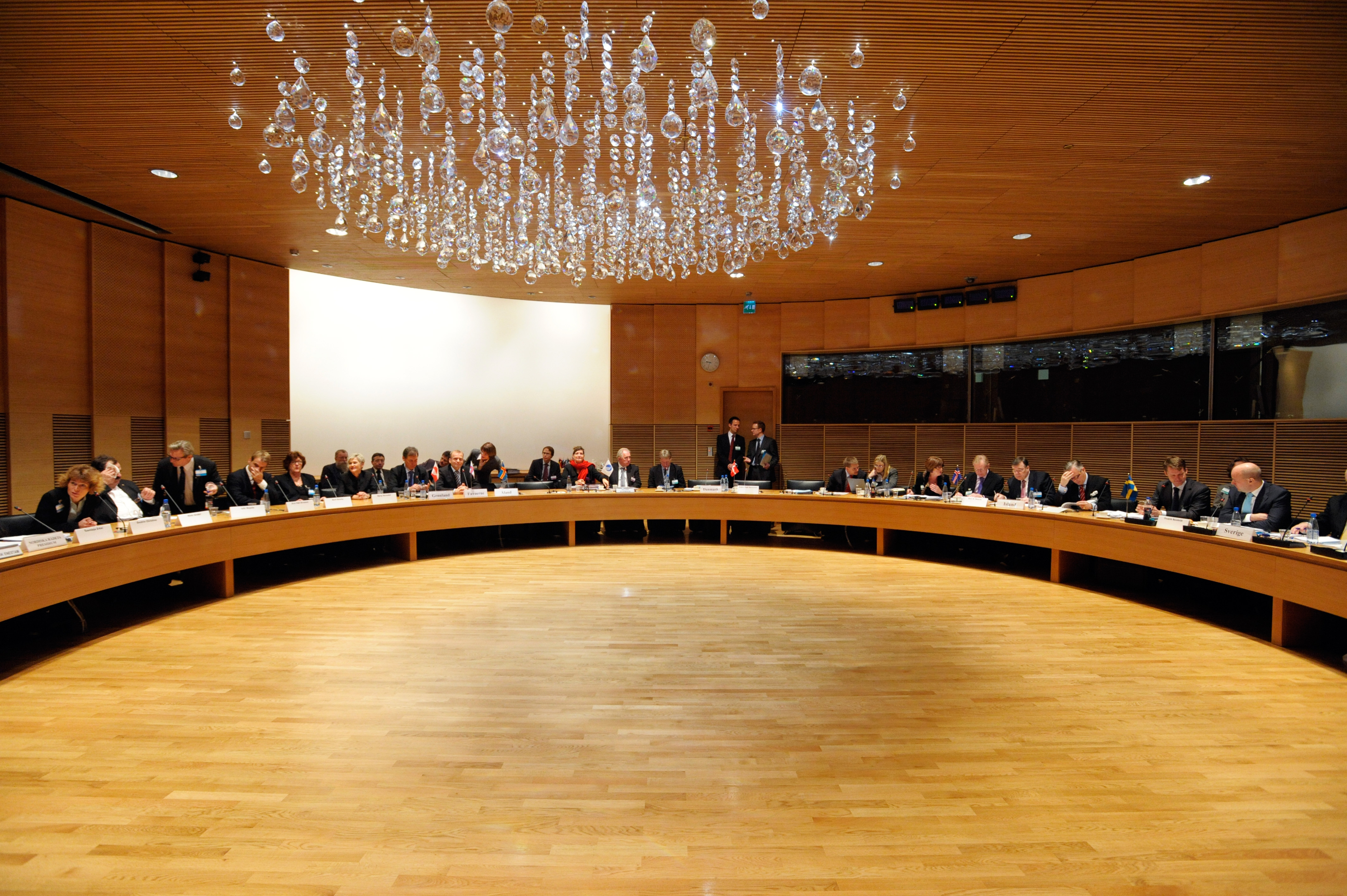
Reunião do Grande Comitê do Parlamento da Finlândia em 2008

A partir de 2005, no entanto, houve 17 anos consecutivos em que o declínio dos direitos políticos e das liberdades civis em todo o mundo superou em número as melhorias segundo a Freedom House, à medida que as forças políticas populistas e nacionalistas ganharam terreno em todo o lado, desde a Polônia (sob o governo do Partido Lei e Justiça) até às Filipinas (sob a liderança de Rodrigo Duterte). Num relatório da Freedom House publicado em 2018, as pontuações de democracia para a maioria dos países diminuíram pelo 12.º ano consecutivo. O The Christian Science Monitor relatou que ideologias políticas nacionalistas e populistas estavam ganhando terreno, às custas do Estado de direito, em países como Polônia, Turquia e Hungria. Por exemplo, o presidente polonês nomeou 27 novos juízes para o Supremo Tribunal, apesar das objeções legais da Comissão Europeia. Na Turquia, milhares de juízes foram afastados dos seus cargos na sequência de uma tentativa fracassada de golpe durante uma repressão governamental. O "retrocesso democrático" na década de 2010 foi atribuído à desigualdade econômica e ao descontentamento social, ao personalismo, à má gestão governamental da pandemia da COVID-19, bem como a outros fatores como a manipulação da sociedade civil, a "polarização tóxica", as campanhas estrangeiras de desinformação, o racismo e o nativismo, o poder executivo excessivo e a diminuição do poder da oposição.

## Teoria

### Teoria inicial
Aristóteles contrastou o governo de muitos (democracia/timocracia), com o governo de poucos (oligarquia/aristocracia) e com o governo de uma única pessoa (tirania ou hoje autocracia/monarquia absoluta). Ele também pensava que havia uma variante boa e uma má de cada sistema (ele considerava a democracia como a contrapartida degenerada da timocracia).
Uma visão comum entre os teóricos republicanos antigos e renascentistas era que a democracia só poderia sobreviver em pequenas comunidades políticas.  Atendendo às lições da mudança da República Romana para o monarquismo à medida que esta crescia ou diminuía, estes teóricos republicanos sustentavam que a expansão do território e da população conduzia inevitavelmente à tirania. A democracia era, portanto, historicamente muito frágil e rara, pois só conseguia sobreviver em pequenas unidades políticas, que devido ao seu tamanho eram vulneráveis à conquista por unidades políticas maiores. Montesquieu disse a famosa frase: "se uma república é pequena, é destruída por uma força externa; se é grande, é destruída por um vício interno". Rousseau afirmou: "É, portanto, propriedade natural dos pequenos Estados serem governados como uma república, dos médios estarem sujeitos a um monarca e dos grandes impérios serem dominados por um príncipe despótico".

### Teoria contemporânea
Entre os teóricos políticos modernos, existem três concepções conflitantes de democracia: agregativa, deliberativa e radical.

#### Agregativa
A teoria da democracia agregativa afirma que o objetivo dos processos democráticos é solicitar as preferências dos cidadãos e agregá-las para determinar quais políticas sociais a sociedade deve adotar. Portanto, os defensores dessa visão sustentam que a participação democrática deve se concentrar principalmente na votação, onde a política com mais votos é implementada.

#### Deliberativa
A democracia deliberativa é baseada na noção de que, para uma decisão democrática ser legítima, ela deve ser precedida por uma deliberação autêntica, não meramente pela agregação de preferências que ocorre na votação. A deliberação autêntica é a deliberação entre os tomadores de decisão que está livre de distorções de poder político desigual, como o poder que um tomador de decisão obteve por meio da riqueza econômica ou do apoio de grupos de interesse. Se os tomadores de decisão não conseguirem chegar a um consenso após deliberar autenticamente sobre uma proposta, eles votam usando uma forma de regra majoritária. As assembleias de cidadãos são consideradas por muitos acadêmicos como exemplos práticos de democracia deliberativa, sendo que um relatório da OCDE as identificou como um mecanismo cada vez mais popular para envolver os cidadãos na tomada de decisões governamentais.

#### Radical
A democracia radical é baseada na ideia de que existem relações de poder hierárquicas e opressivas na sociedade. O papel da democracia é tornar visíveis e desafiar essas relações, permitindo diferenças, divergências e antagonismos nos processos de tomada de decisão.

## Medição

### Índice de democracia
O Índice de Democracia (em inglês: Democracy Index) é um índice criado em 2006 pela Economist Intelligence Unit da revista The Economist para examinar o estado da democracia em 167 países.
Na avaliação mais recente, divulgada em fevereiro de 2024, o Democracy Index 2023 reportou que a Noruega marcou um total de 9.81 em uma escala de 0 a 10, que foi o maior resultado (1.º país no ranking geral), enquanto o Afeganistão teve a pior nota, com 0.26.

### Freedom in the World

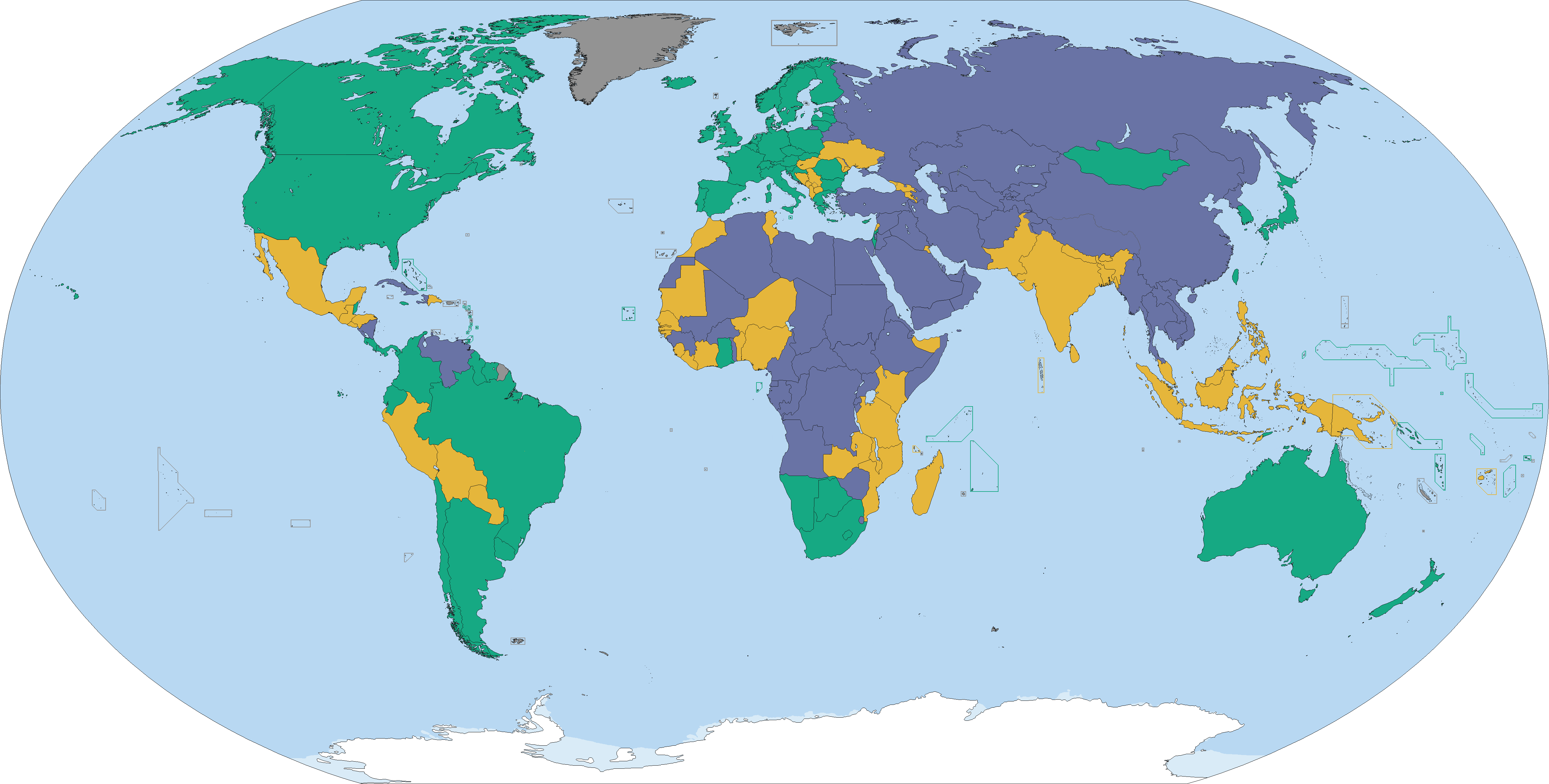
Classificação política dos países de acordo com a pesquisa da Freedom House em 2023:
Livre
Parcialmente livre
Não-livre

Freedom in the World (em português:  Liberdade no Mundo) é um relatório anual que mede o nível das liberdades civis e dos direitos políticos de cada país. Publicado desde 1972 pela Freedom House, o estudo avalia 195 países e 14 territórios em disputa.
O relatório Freedom in the World foi lançado pela primeira vez em 1973 por Raymond Gastil. Ele produz pontuações anuais que representam os níveis de direitos políticos e liberdades civis em cada estado e território, em uma escala de 1 (mais livre) a 7 (menos livre). Dependendo das avaliações, as nações são então classificadas como "Livres", "Parcialmente Livres", ou "Não Livres".
O relatório é frequentemente utilizado por pesquisadores para medir a democracia e correlaciona-se com várias outras medidas de democracia.

## Tipos
A democracia assumiu diversas formas, tanto na teoria quanto na prática. Algumas variedades de democracia proporcionam melhor representação e mais liberdade aos seus cidadãos do que outras. No entanto, se qualquer democracia não estiver estruturada para proibir o governo de excluir o povo do processo legislativo, ou qualquer ramo do governo de alterar a separação de poderes a seu favor, então um ramo do sistema pode acumular demasiado poder e destruir a democracia.

### Formas básicas
Existem várias variantes de democracia, mas há duas formas básicas, ambas relacionadas à maneira como todo o corpo de cidadãos elegíveis executa sua vontade. Uma forma é a democracia direta, na qual todos os cidadãos elegíveis têm participação ativa na tomada de decisões políticas, por exemplo, votando diretamente em iniciativas políticas. Na outra, adotada na maioria das democracias modernas, todo o corpo de cidadãos elegíveis continua sendo o poder soberano, mas o poder político é exercido indiretamente por meio de representantes eleitos; isso é chamado de democracia representativa.

#### Direta

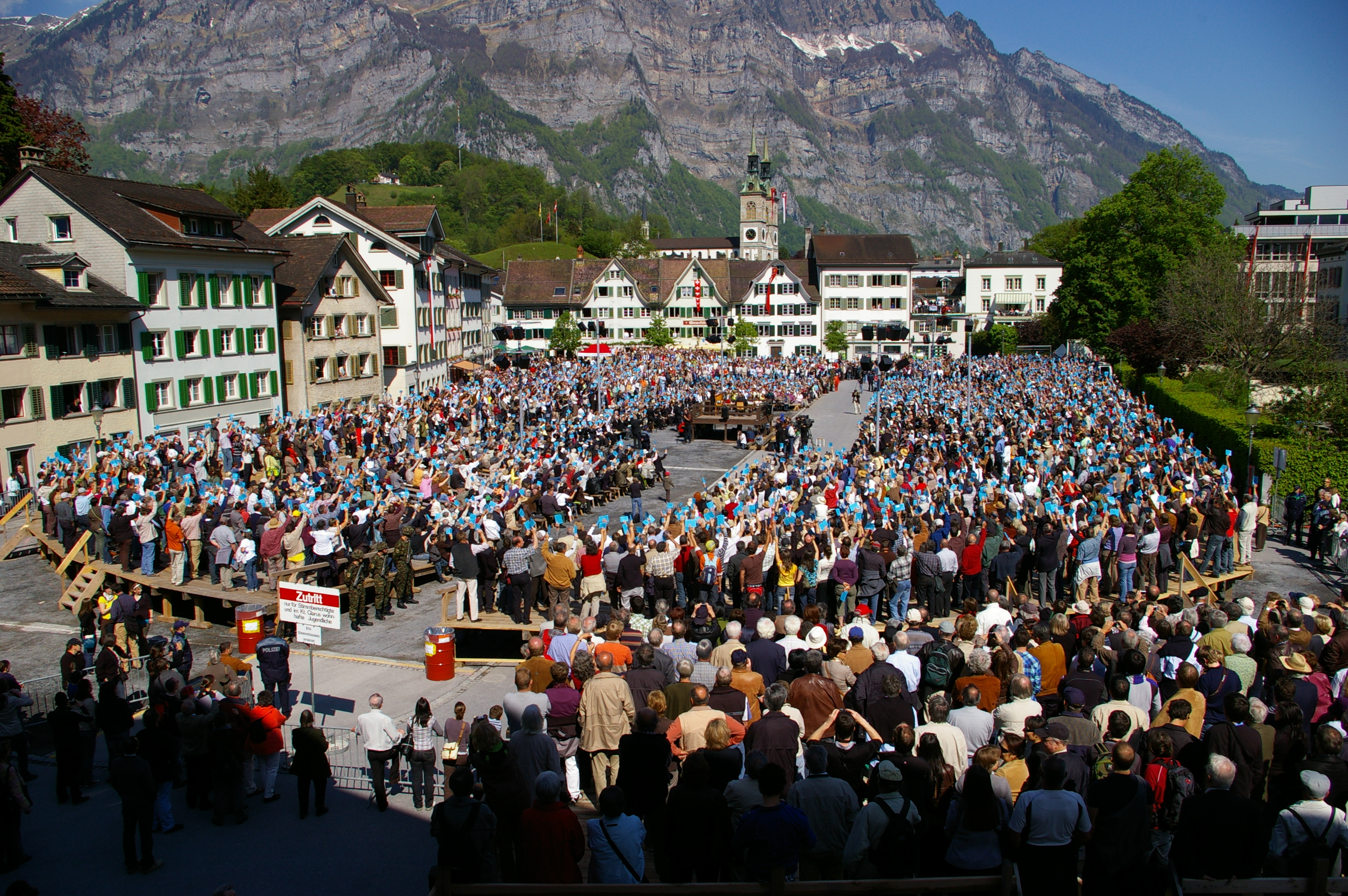
Uma Landsgemeinde (em 2009) do cantão de Glarus, um exemplo de democracia direta na Suíça

Democracia direta é um sistema político em que os cidadãos participam pessoalmente da tomada de decisões, em vez de depender de intermediários ou representantes. Nos governos representativos modernos, certas ferramentas eleitorais, como referendos, iniciativas de cidadãos e eleições revogatórias, são referidas como formas de democracia direta. No entanto, alguns defensores da democracia direta defendem assembleias locais para discussões presenciais. A democracia direta como sistema de governo existe atualmente nos cantões suíços de Appenzell Interior e Glarus, nos Municípios Autônomos Zapatistas Rebeldes, nas comunidades filiadas ao CIPO-RFM, nos conselhos municipais bolivianos da FEJUVE e nos cantões curdos de Rojava.

##### Semidireta
Algumas democracias modernas que são predominantemente representativas por natureza também dependem fortemente de formas de ação política que são diretamente democráticas e que combinam elementos da democracia representativa e da democracia direta, são denominadas democracias semidiretas ou democracias participativas. Exemplos incluem a Suíça e alguns estados dos EUA, onde é feito uso frequente de referendos e iniciativas.

#### Representativa
A democracia representativa envolve a eleição de funcionários do governo pelo povo representado. Se o chefe de Estado também for eleito democraticamente, então é chamada de república democrática. Os mecanismos mais comuns envolvem a eleição do candidato com maioria ou pluralidade de votos. A maioria dos países ocidentais tem sistemas representativos. Os representantes podem ser eleitos ou se tornar representantes diplomáticos por um distrito específico (ou círculo eleitoral), ou representar todo o eleitorado por meio de sistemas proporcionais, com alguns usando uma combinação dos dois sistemas. Algumas democracias representativas também incorporam elementos de democracia direta, como referendos. Uma característica da democracia representativa é que, embora os representantes sejam eleitos pelo povo para agir, eles mantêm a liberdade de exercer seu próprio julgamento sobre a melhor forma de fazê-lo. Tais razões têm motivado críticas à democracia representativa, apontando as contradições dos mecanismos de representação com a democracia.

##### Parlamentar

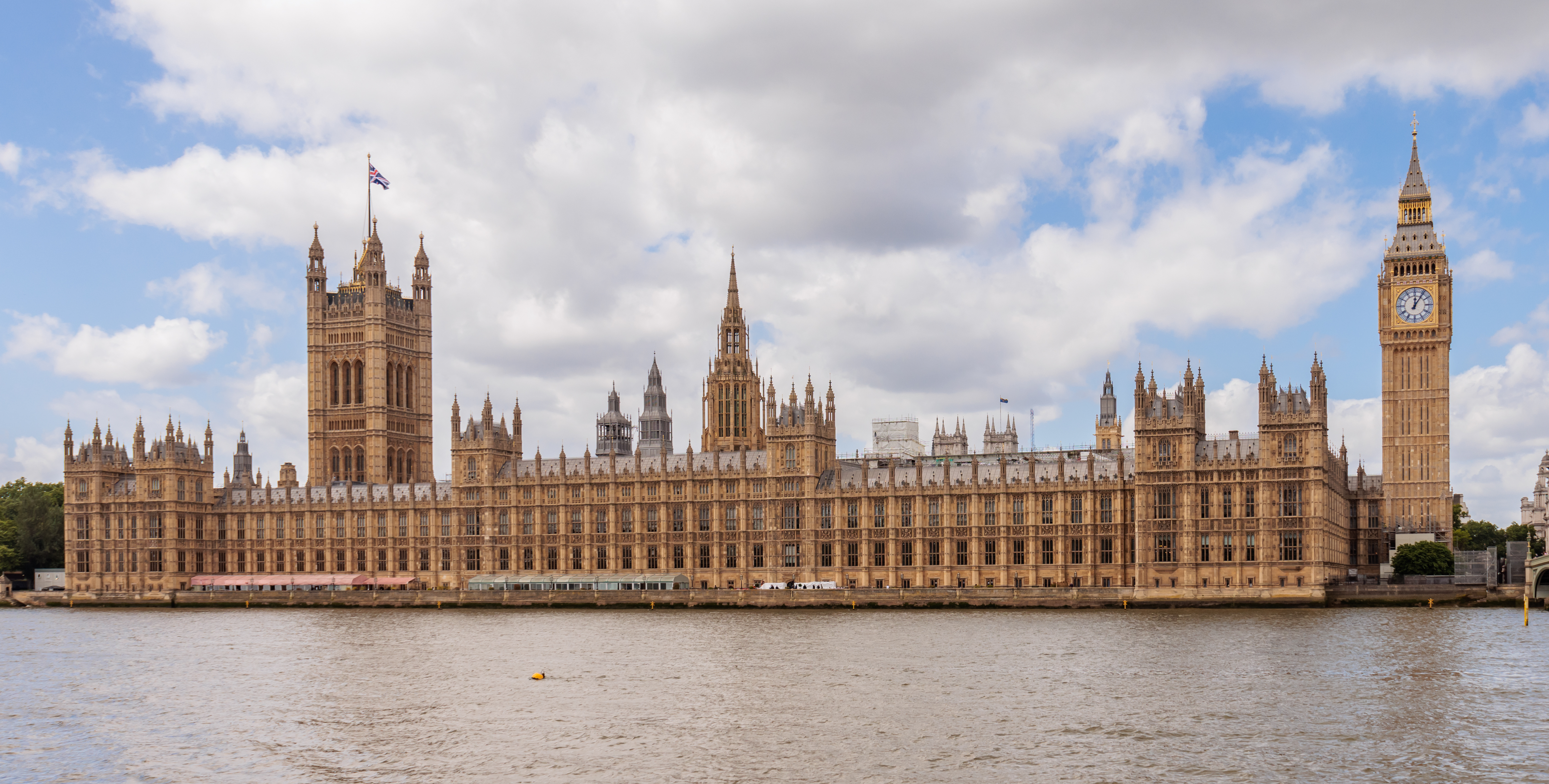
O Palácio de Westminster em Londres, Reino Unido. O sistema de Westminster tem origem nas Casas do Parlamento Britânico

A democracia parlamentar é uma democracia representativa onde o governo é nomeado ou pode ser demitido por representantes, em oposição a um "governo presidencial" em que o presidente é chefe de Estado e chefe de governo e é eleito pelos eleitores. Numa democracia parlamentar, o governo é exercido por delegação a um ministério executivo e sujeito a revisão, controlos e equilíbrios contínuos pelo parlamento legislativo eleito pelo povo. Em um sistema parlamentar, o primeiro-ministro pode ser demitido pelo legislativo a qualquer momento por não atender às expectativas do parlamento. Isto é feito através de um voto de desconfiança, em que o legislativo decide se deve ou não destituir o primeiro-ministro do cargo, com apoio da maioria para a demissão.

##### Presidencial
A democracia presidencial é um sistema em que o público elege o presidente por meio de uma eleição. O presidente atua como chefe de Estado e chefe de governo, controlando a maioria dos poderes executivos. O presidente serve por um mandato específico e não pode exceder esse período. O legislativo geralmente tem capacidade limitada para remover um presidente do cargo. As eleições geralmente têm uma data fixa e não são facilmente alteradas. O presidente tem controle direto sobre o gabinete, nomeando especificamente os membros do gabinete.
O poder executivo geralmente tem a responsabilidade de executar ou implementar a legislação e pode ter poderes legislativos limitados, como o de veto. No entanto, um poder legislativo aprova leis e orçamentos. Isto proporciona alguma medida de separação de poderes. Consequentemente, no entanto, o presidente e o legislativo podem acabar sob o controle de partidos separados, permitindo que um bloqueie o outro e, assim, interfira na operação ordenada do estado. Esta pode ser a razão pela qual a democracia presidencial não é muito comum fora das Américas, África e Ásia Central e do Sudeste Asiático.
Um sistema semipresidencialista é um sistema de democracia no qual o governo inclui um primeiro-ministro e um presidente. Os poderes específicos detidos pelo primeiro-ministro e pelo presidente variam de país para país.

### Tipologia

#### Monarquia constitucional

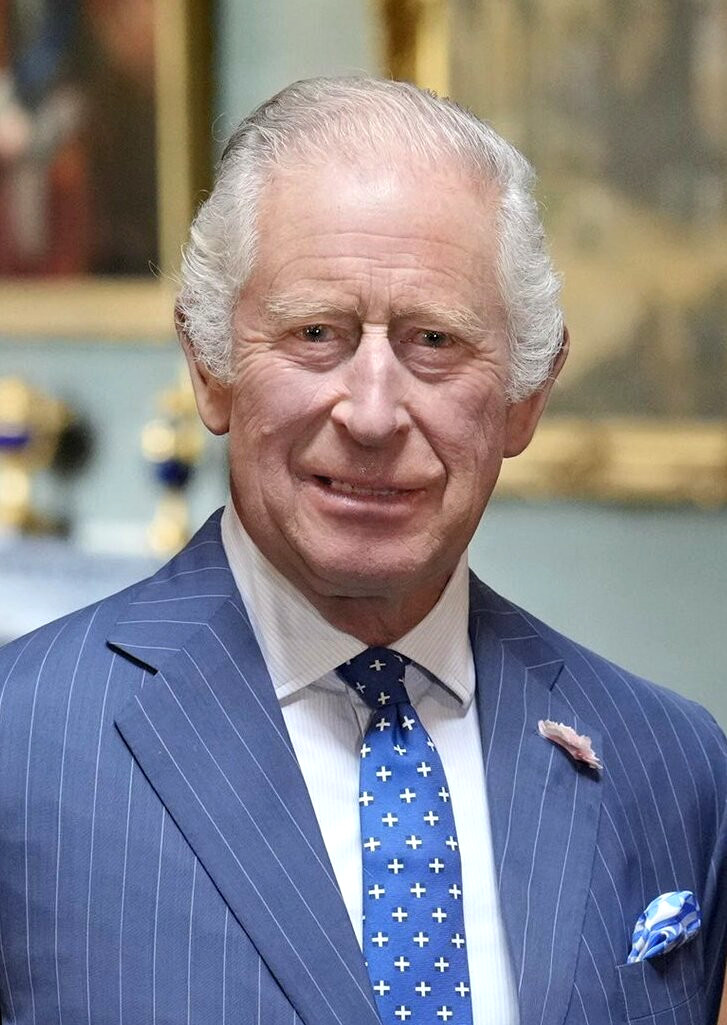
Rei Carlos III, um monarca constitucional

Muitos países, como o Reino Unido, Espanha, Países Baixos, Bélgica, países escandinavos, Tailândia, Japão e Butão transformaram monarcas poderosos em monarcas constitucionais (geralmente de maneira gradual) com papéis limitados ou simbólicos. Por exemplo, nos Estados predecessores do Reino Unido, a monarquia constitucional começou a emergir e continuou ininterrupta desde a Revolução Gloriosa de 1688 e a aprovação da Declaração de Direitos de 1689. Monarquias constitucionais fortemente limitadas, como o Reino Unido, foram referidas como repúblicas coroadas por escritores como H. G. Wells.

#### República
O termo república tem muitos significados diferentes, mas hoje muitas vezes se refere a uma democracia representativa com um chefe de Estado eleito, como um presidente, servindo por um mandato limitado, em contraste com Estados com um monarca hereditário como chefe de Estado, mesmo que esses Estados também sejam democracias representativas com um chefe de governo eleito ou nomeado, como um primeiro-ministro.
Os Pais Fundadores dos Estados Unidos frequentementecriticaram a democracia direta, que na sua opinião muitas vezes não tinha a proteção de uma constituição que consagrasse direitos inalienáveis; James Madison argumentou, especialmente no ensaio Federalista n.º 10, que o que distinguia uma democracia direta de uma república era que a primeira se tornava mais fraca à medida que crescia e sofria mais violentamente com os efeitos da fragmentação, enquanto uma república podia ficar mais forte à medida que crescia e combatia a facção pela sua própria estrutura.
Os professores Richard Ellis, da Universidade Willamette, e Michael Nelson, do Rhodes College, argumentam que grande parte do pensamento constitucional, de Madison a Lincoln e além, se concentrou no "problema da tirania da maioria". Eles concluem: "Os princípios do governo republicano incorporados na constituição representam um esforço dos autores para garantir que os direitos inalienáveis da vida, da liberdade e da busca da felicidade não fossem pisoteados pelas maiorias". O que era crítico para os valores americanos, insistiu John Adams, era que o governo fosse "vinculado a leis fixas, nas quais o povo tem voz na elaboração e o direito de defender". Quando Benjamin Franklin estava saindo após escrever a Constituição dos EUA, Elizabeth Willing Powel perguntou-lhe: "Bem, doutor, o que temos - uma república ou uma monarquia?". Ele respondeu: "Uma república, se você puder mantê-la."

#### Liberal
Uma democracia liberal é uma democracia representativa que consagra uma filosofia política liberal, onde a capacidade dos representantes eleitos de exercer o poder de decisão está sujeita ao Estado de Direito, moderada por uma constituição ou leis que garantam a proteção dos direitos e liberdades dos indivíduos, e limitada à extensão em que a vontade da maioria pode ser exercida contra os direitos das minorias.

#### Socialista
O pensamento socialista tem várias visões diferentes sobre a democracia. A social-democracia, o socialismo democrático e a ditadura do proletariado são alguns exemplos. Muitos socialistas democráticos e sociais-democratas acreditam em uma forma de democracia participativa, industrial, econômica e/ou no local de trabalho combinada com uma democracia representativa. Grupos trotskistas interpretaram a democracia socialista como sinônimo de representação socialista multipartidária, organizações sindicais autônomas, controle da produção pelos trabalhadores, democracia interna do partido e participação em massa das massas trabalhadoras.

#### Marxista
Dentro da ortodoxia marxista, há uma hostilidade ao que é comumente chamado de "democracia liberal", que é chamada de democracia parlamentar devido à sua natureza centralizada. Devido ao desejo dos marxistas ortodoxos de eliminar o elitismo político que veem no capitalismo, marxistas, leninistas e trotskistas acreditam na democracia direta implementada por meio de um sistema de comunas (que às vezes são chamadas de sovietes). Esse sistema pode começar com a democracia no local de trabalho e, finalmente, se manifestar como democracia de conselhos.

#### Anarquista
Os anarquistas estão divididos neste domínio, dependendo se acreditam que o governo da maioria é tirânico ou não . Para muitos anarquistas, a única forma de democracia considerada aceitável é a democracia direta. Pierre-Joseph Proudhon argumentou que a única forma aceitável de democracia direta é aquela em que se reconhece que as decisões da maioria não são vinculativas para a minoria, mesmo quando unânimes. No entanto, o anarcocomunista Murray Bookchin criticou os anarquistas individualistas por se oporem à democracia e disse que a "regra da maioria" é consistente com o anarquismo. Alguns anarcocomunistas opõem-se à natureza majoritária da democracia direta, por interpretarem que esta pode impedir a liberdade individual e optam por uma forma não majoritária de democracia consensual, semelhante à posição de Proudhon sobre a democracia direta.

#### Sorteio
Sorteio é o processo de escolha de órgãos decisórios por meio de uma seleção aleatória. Esses órgãos podem ser mais representativos das opiniões e interesses do povo em geral do que uma legislatura eleita ou outro tomador de decisões. A técnica foi amplamente utilizada na democracia ateniense e na Florença renascentista.

#### Consociacional
A democracia consociacional, também chamada de consociativismo, é uma forma de democracia baseada na fórmula de compartilhamento de poder entre elites que representam os grupos sociais dentro da sociedade. Em 1969, Arendt Lijphart argumentou que isso estabilizaria as democracias com facções.

#### Consensual
A democracia de consenso requer tomada de decisões consensuais e supermaioria para obter um apoio maior do que a maioria. Em contraste, numa democracia majoritária as opiniões minoritárias podem ser potencialmente ignoradas pelas maiorias vencedoras de votos. As constituições normalmente exigem consenso ou supermaiorias.

#### Inclusiva
A democracia inclusiva é uma teoria política e um projeto político que visa a democracia direta em todos os domínios da vida social: a democracia política sob a forma de assembleias presenciais confederadas, a democracia económica numa economia sem Estado, sem dinheiro e sem mercado, a democracia no domínio social, ou seja, a autogestão nos locais de trabalho e de ensino, e a democracia ecológica que visa reintegrar a sociedade e a natureza.

#### Participativa
Um regime paritário ou regime participativo é uma forma teórica de democracia que é governada por uma estrutura de conselhos. A filosofia norteadora é que as pessoas devem ter poder de decisão proporcional ao quanto são afetadas pela decisão. Conselhos locais de 25 a 50 pessoas são completamente autônomos em questões que afetam apenas eles e esses conselhos enviam delegados para conselhos de nível superior que são novamente autônomos em relação a questões que afetam apenas a população afetada por aquele conselho. Um tribunal do conselho de cidadãos escolhidos aleatoriamente serve como um controle sobre a tirania da maioria e decide qual órgão pode votar em qual questão.

#### Cosmopolita
A democracia cosmopolita, também conhecida como democracia global ou federalismo mundial, é um sistema político no qual a democracia é implementada em escala global, diretamente ou por meio de representantes. Uma justificativa importante para esse tipo de sistema é que as decisões tomadas em democracias nacionais ou regionais geralmente afetam pessoas de fora do eleitorado que, por definição, não podem votar. Em contrapartida, numa democracia cosmopolita, as pessoas que são afectadas pelas decisões também têm algo a dizer sobre elas. A democracia cosmopolita foi promovida, entre outros, pelo físico Albert Einstein, pelo escritor Kurt Vonnegut, pelo colunista George Monbiot e pelos professores David Held e Daniele Archibugi.

#### Criativa
A democracia criativa é defendida pelo filósofo americano John Dewey. A ideia principal é que a democracia incentiva o desenvolvimento da capacidade individual e a interação entre a sociedade. Dewey argumenta que a democracia é um modo de vida na sua obra "Democracia Criativa: A Tarefa Diante de Nós" e uma experiência construída na fé na natureza humana, na fé nos seres humanos e na fé em trabalhar com os outros. Democracia, na visão de Dewey, é um ideal moral que exige esforço e trabalho reais das pessoas; não é um conceito institucional que existe fora de nós. "A tarefa da democracia", conclui Dewey, "é sempre a criação de uma experiência mais livre e humana, na qual todos compartilham e para a qual todos contribuem".

#### Guiada
A democracia guiada é uma forma de democracia que incorpora eleições populares regulares, mas que muitas vezes "guia" cuidadosamente as escolhas oferecidas ao eleitorado de uma maneira que pode reduzir a capacidade do eleitorado de realmente determinar o tipo de governo exercido sobre ele. Essas democracias normalmente têm apenas uma autoridade central que muitas vezes não está sujeita a revisão pública significativa por nenhuma outra autoridade governamental. A democracia ao estilo russo tem sido frequentemente referida como uma “democracia guiada”. Os políticos russos referiram-se ao seu governo como tendo apenas um centro de poder/autoridade, ao contrário da maioria das outras formas de democracia que normalmente tentam incorporar duas ou mais fontes de autoridade naturalmente concorrentes dentro do mesmo governo.

## Democracia não governamental
Além da esfera pública, princípios democráticos semelhantes e mecanismos de votação e representação têm sido usados para governar outros tipos de grupos. Muitas organizações não governamentais decidem políticas e liderança por meio de votação. A maioria dos sindicatos e cooperativas são governados por eleições democráticas. As corporações são, em última análise, governadas por seus acionistas por meio da democracia dos acionistas. As corporações também podem empregar sistemas como a democracia no local de trabalho para lidar com a governança interna. Amitai Etzioni postulou um sistema que funde elementos da democracia com a lei sharia, denominado democracia islâmica ou islamocracia.

## Justificação
Várias justificações para a democracia foram postuladas.

### Legitimidade
A teoria do contrato social argumenta que a legitimidade do governo é baseada no consentimento dos governados, ou seja, uma eleição, e que as decisões políticas devem refletir a vontade geral. Alguns defensores da teoria, como Jean-Jacques Rousseau, defendem uma democracia direta com base nisso.

### Melhor tomada de decisão
O teorema do júri de Condorcet é uma prova lógica de que se cada tomador de decisão tem uma probabilidade maior que o acaso de tomar a decisão certa, então ter o maior número de tomadores de decisão, ou seja, uma democracia, resultará nas melhores decisões. Isso também foi argumentado por teorias da sabedoria da multidão. A democracia tende a melhorar a resolução de conflitos.

### Sucesso econômico
Na obra Por que as Nações Fracassam, os economistas Daron Acemoglu e James A. Robinson argumentam que as democracias são mais bem-sucedidas economicamente porque os sistemas políticos não democráticos tendem a limitar os mercados e favorecer os monopólios às custas da destruição criativa necessária para o crescimento econômico sustentado. Um estudo de 2019 realizado pela Acemoglu e outros estimou que os países que migraram de regimes autoritários para democráticos tiveram, em média, um PIB 20% maior após 25 anos do que se tivessem permanecido autoritários. O estudo examinou 122 transições para a democracia e 71 transições para o regime autoritário, ocorridas entre 1960 e 2010. Acemoglu disse que isto se devia ao fato de as democracias tenderem a investir mais nos cuidados de saúde e no capital humano e a reduzir o tratamento especial dos aliados do regime. Um estudo de 2023 analisou os efeitos de longo prazo da democracia na prosperidade econômica usando novos dados sobre PIB per capita e democracia para um conjunto de dados entre 1789 e 2019. Os resultados indicam que a democracia aumenta substancialmente o desenvolvimento econômico.

### Promoção da democracia
A promoção da democracia pode aumentar a qualidade das democracias já existentes, reduzir a apatia política e a chance de retrocesso democrático. As medidas de promoção da democracia incluem aplicações de aconselhamento eleitoral, democracia participativa, aumento do sufrágio juvenil, aumento da educação cívica, redução das barreiras à entrada de novos partidos políticos, aumento da proporcionalidade e redução do presidencialismo.

## Transições democráticas

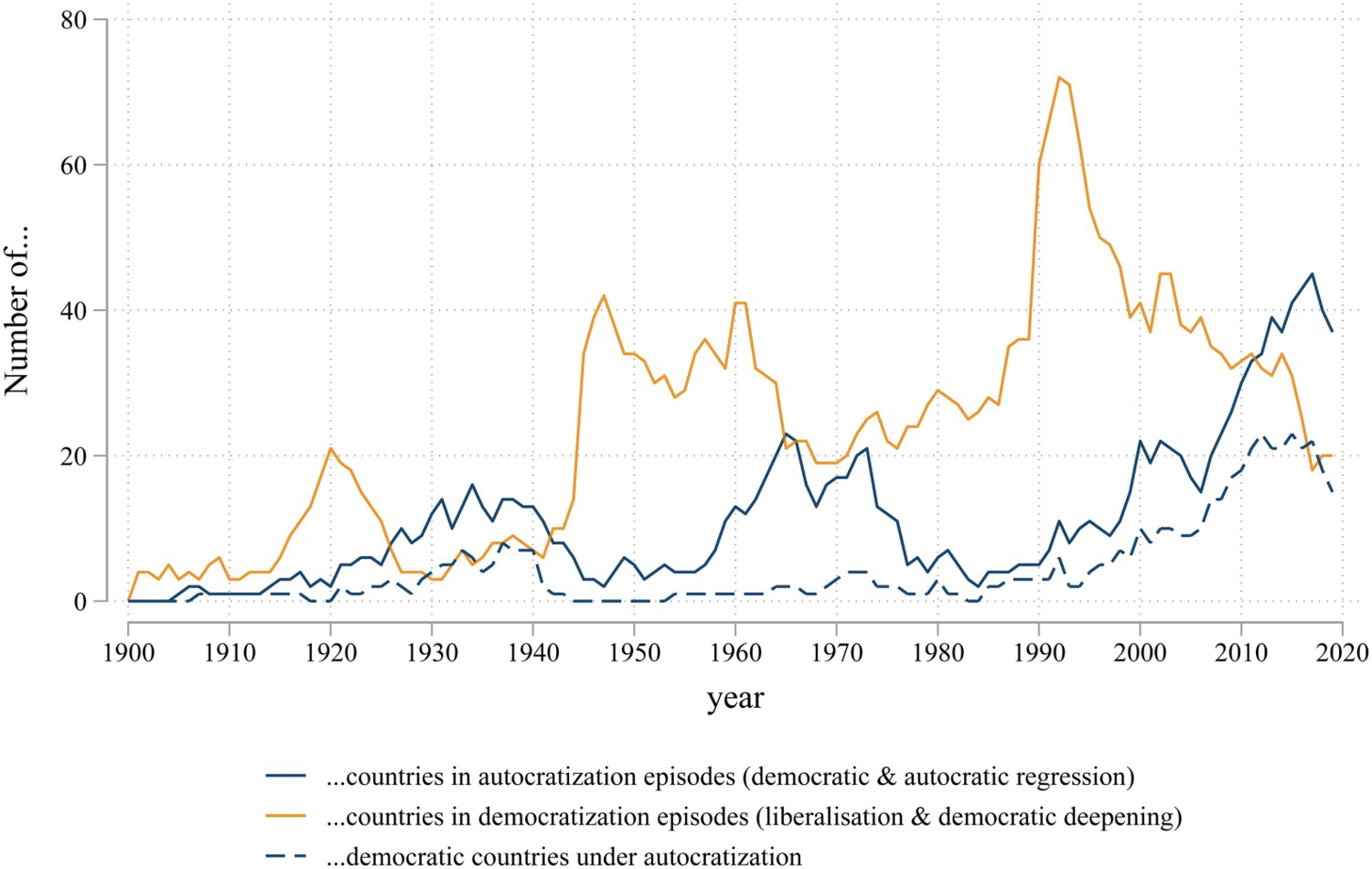
Desde c. 2010, o número de países autocratizados (azul) é maior do que o número de países democratizados (amarelo).

Uma transição democrática descreve uma fase no sistema político de um país, muitas vezes criada como resultado de uma mudança incompleta de um regime autoritário para um democrático (ou vice-versa).

### Democratização

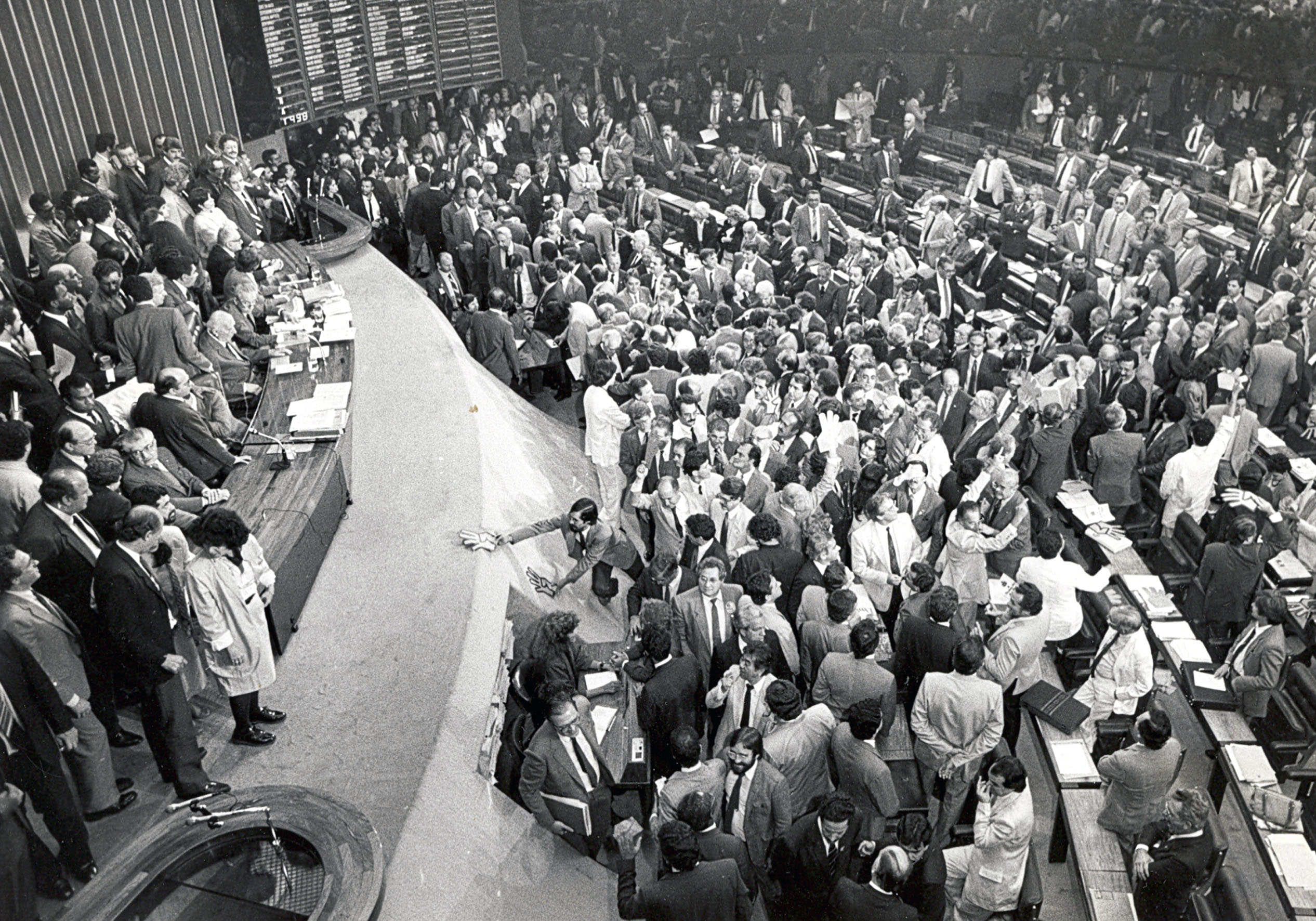
Sessão final de trabalho da Assembleia Constituinte, em 22 de setembro de 1988, após o encerramento da votação, com aprovação do texto final da nova Constituição do Brasil.

Vários filósofos e pesquisadores descreveram fatores históricos e sociais vistos como suporte à evolução da democracia. Outros mencionam a influência do desenvolvimento econômico. Numa teoria relacionada, Ronald Inglehart sugere que a melhoria dos padrões de vida nos países desenvolvidos modernos pode convencer as pessoas de que podem tomar a sua sobrevivência básica como garantida, levando a uma maior ênfase nos valores de autoexpressão, o que está intimamente relacionado com a democracia.
Douglas M. Gibler e Andrew Owsiak argumentaram em seu estudo sobre a importância da paz e de fronteiras estáveis para o desenvolvimento da democracia. Muitas vezes se assumiu que a democracia causa a paz, mas este estudo mostra que, historicamente, a paz quase sempre antecedeu o estabelecimento da democracia.
Carroll Quigley conclui que as características das armas são o principal preditor da democracia: A democracia tende a emergir apenas quando as melhores armas disponíveis são fáceis de obter e usar pelos indivíduos. Na década de 1800, as armas de fogo eram as melhores armas pessoais disponíveis e, nos Estados Unidos da América (já nominalmente democráticos), quase todo mundo tinha condições de comprar uma arma e aprender a usá-la com bastante facilidade. Os governos não podiam fazer melhor: chegou a era dos exércitos em massa de soldados cidadãos com armas. Da mesma forma, a Grécia de Péricles foi uma época de soldados cidadãos e de democracia.
Outras teorias enfatizaram a relevância da educação e do capital humano — e dentro deles da capacidade cognitiva para aumentar a tolerância, a racionalidade, a cultura política e a participação. Distinguem-se dois efeitos da educação e da capacidade cognitiva.
Tem sido difícil encontrar evidências consistentes com as teorias convencionais sobre o porquê de a democracia surgir e se sustentar. As análises estatísticas desafiaram a teoria da modernização ao demonstrar que não há provas fiáveis para a afirmação de que a democracia tem mais probabilidades de emergir quando os países se tornam mais ricos, mais educados ou menos desiguais. Na verdade, as provas empíricas mostram que o crescimento econômico e a educação podem não conduzir a um aumento da procura de democratização, como sugere a teoria da modernização: historicamente, a maioria dos países atingiu níveis elevados de acesso ao ensino primário muito antes da transição para a democracia. Em vez de agir como um catalisador para a democratização, em algumas situações a oferta educacional pode ser utilizada por regimes não democráticos para doutrinar os seus súbditos e reforçar o seu poder.
A suposta ligação entre educação e crescimento econômico é questionada quando se analisam evidências empíricas. Em diferentes países, a correlação entre o nível de escolaridade e as notas nos testes de matemática é muito fraca (0,07). Existe uma relação igualmente fraca entre as despesas por aluno e a competência em matemática (0.26). Além disso, as evidências históricas sugerem que o capital humano médio (medido através das taxas de alfabetização) das massas não explica o início da industrialização em França entre 1750 e 1850, apesar dos argumentos em contrário.
Alguns estudiosos procuraram os determinantes “profundos” das instituições políticas contemporâneas, sejam elas geográficas ou demográficas. Um exemplo disso é o ambiente da doença. Lugares com diferentes taxas de mortalidade tinham diferentes populações e níveis de produtividade ao redor do mundo. Por exemplo, na África, a mosca tsé-tsé — que afeta humanos e gado — reduziu a capacidade dos africanos de arar a terra. Isso tornou a África menos povoada. Como consequência, o poder político estava menos concentrado. Isto também afetou as instituições coloniais que os países europeus estabeleceram na África.
Um exemplo de determinantes geográficos para a democracia é ter acesso a áreas costeiras e rios. Esta dotação natural tem uma relação positiva com o desenvolvimento econômico graças aos benefícios do comércio, que trouxe desenvolvimento econômico, o que, por sua vez, ampliou o poder. Os governantes que queriam aumentar as receitas tinham que proteger os direitos de propriedade para criar incentivos para que as pessoas investissem. À medida que mais pessoas tinham mais poder, mais concessões tinham que ser feitas pelo governante e em muitos lugares esse processo levou à democracia. Esses determinantes definiram a estrutura da sociedade movimentando o equilíbrio do poder político.

### Autocratização

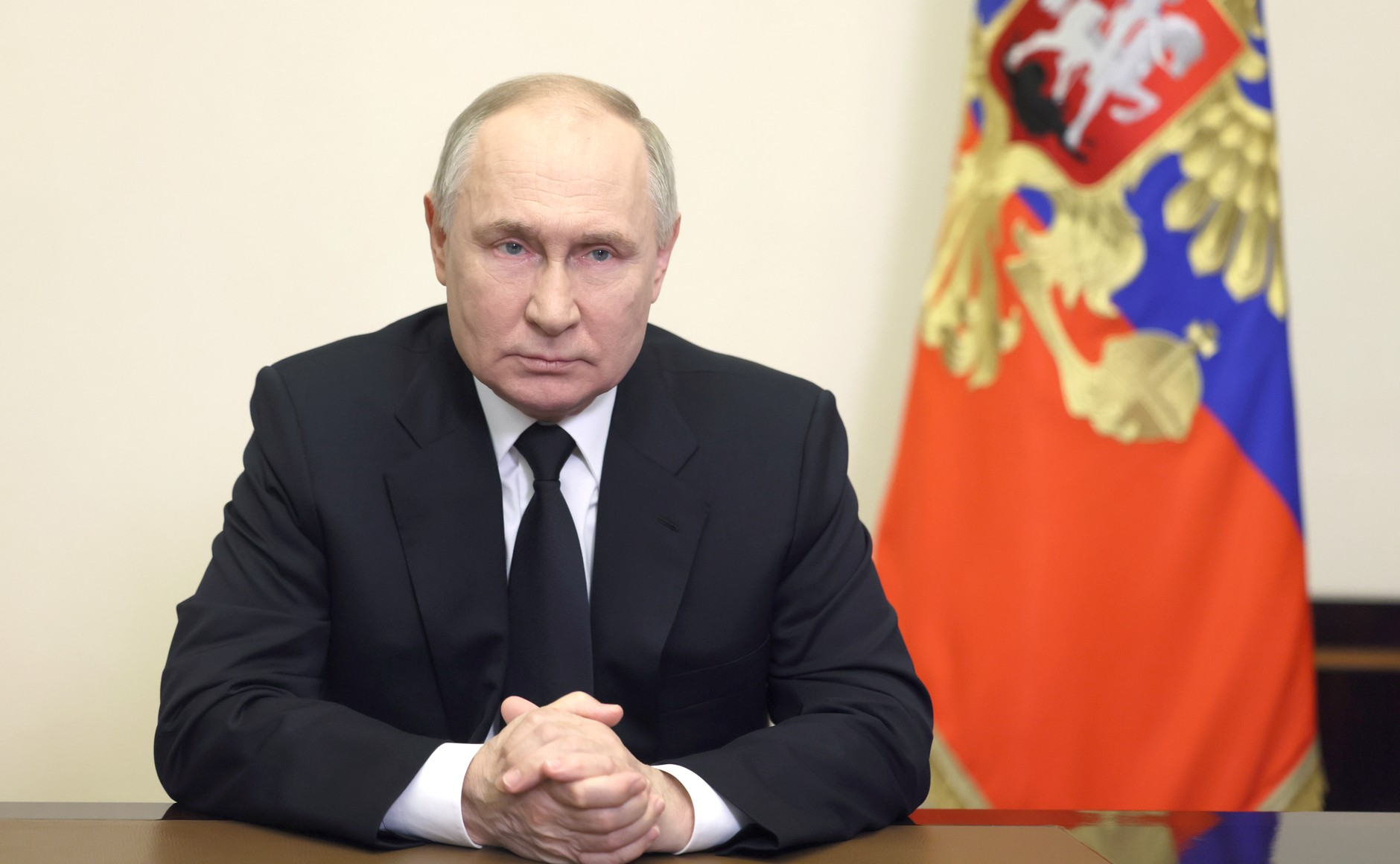
A Rússia sob Vladimir Putin se transformou em um Estado autoritário

O retrocesso democrático pode acabar com a democracia de forma gradual, como por meio da ênfase na segurança nacional e no descrédito a eleições livres e justas, a liberdade de expressão, a independência do judiciário e o Estado de direito. Um exemplo famoso é a Lei Habilitante de 1933, que pôs fim legalmente à democracia na Alemanha de Weimar e marcou a transição para a Alemanha Nazista  (ver: Ditadura constitucional).
Alguns governos democráticos passaram por colapsos repentinos e mudanças de regime para uma forma de governo não democrática. Golpes militares ou rebeliões nacionais são os meios mais comuns pelos quais governos democráticos foram derrubados. (Veja Lista de golpes e tentativas de golpe por país e Lista de guerras civis.) Exemplos incluem a Guerra Civil Espanhola, o Golpe de 18 de Brumário que pôs fim à Primeira República Francesa e o golpe de estado de 28 de maio de 1926 que pôs fim à Primeira República Portuguesa. Alguns golpes militares são apoiados por governos estrangeiros, como o golpe de guatemalteco de 1954 e o golpe iraniano de 1953. Outros tipos de fim repentino da democracia incluem:
- Invasão, por exemplo, a ocupação alemã da Tchecoslováquia e a queda do Vietnã do Sul.
- Autogolpe, no qual o líder do governo toma todo o poder extralegalmente ou estende ilegalmente o mandato. Isso pode ser feito através de:
  - Suspensão da constituição por decreto, como no golpe de estado peruano de 1992
  - Um "autogolpe eleitoral" que usa fraude eleitoral para obter a reeleição de um partido político ou autoridade eleito anteriormente de forma justa. Por exemplo, nas eleições presidenciais ucranianas de 1999, nas eleições legislativas russas de 2003 e nas eleições presidenciais russas de 2004.[230]
- Golpe real, no qual um monarca normalmente não envolvido no governo toma todo o poder. Por exemplo, a Ditadura de 6 de Janeiro, iniciada em 1929, quando o Rei Alexandre I da Iugoslávia dissolveu o parlamento e começou a governar por decreto.[231]

Steven Levitsky diz: “Não cabe aos eleitores defender uma democracia. Isso é pedir muito, muito demais dos eleitores, que votem com base em algum conjunto de princípios ou procedimentos abstratos. Com exceção de um punhado de casos, os eleitores nunca, jamais — em nenhuma sociedade, em nenhuma cultura — priorizam a democracia sobre todo o resto. Os eleitores individuais se preocupam com coisas muito mais mundanas, como é seu direito. Cabe às elites e instituições proteger a democracia — não aos eleitores.”

### Críticas

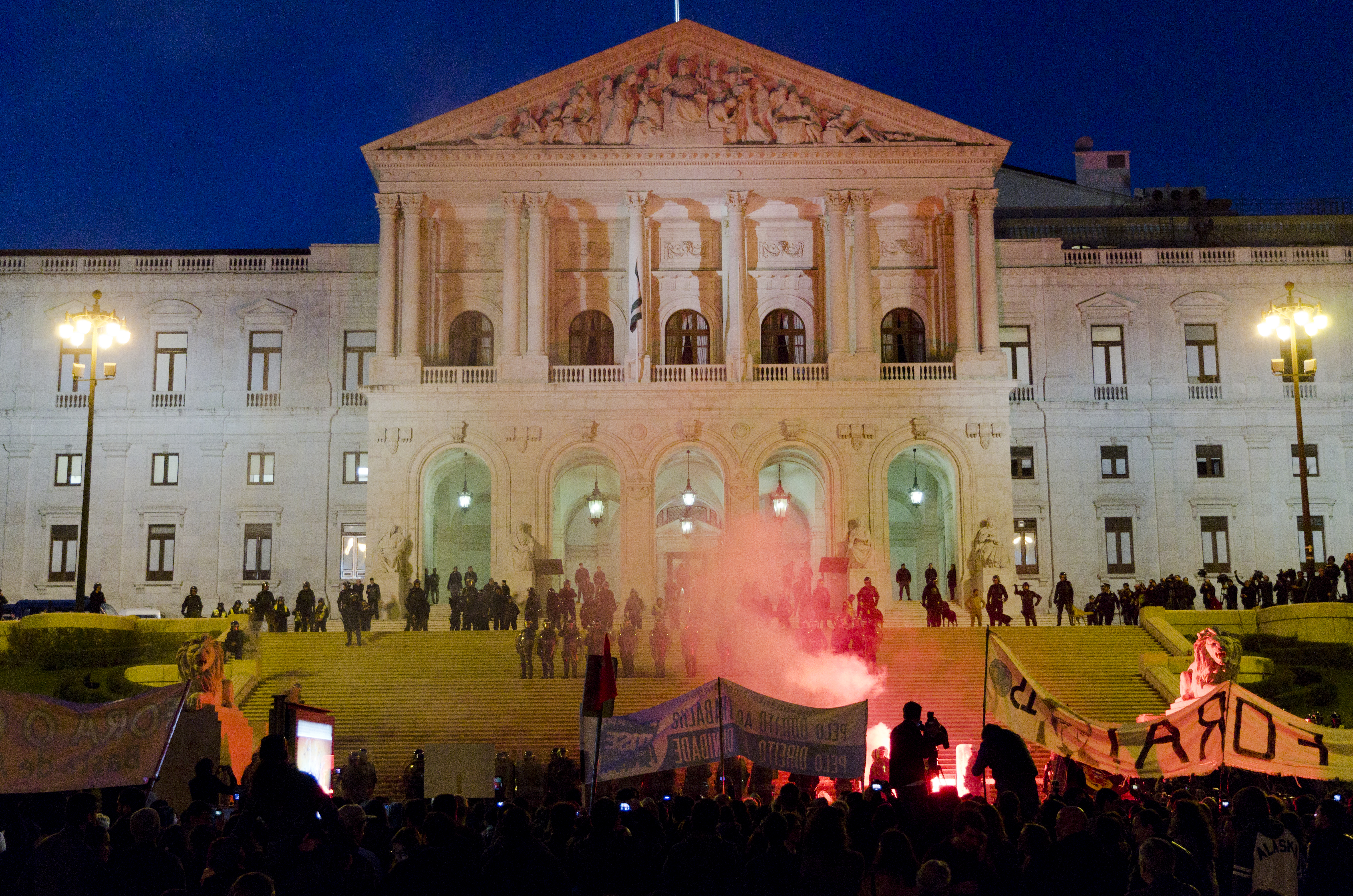
Protestos em frente Palácio de São Bento, a sede do Parlamento de Portugal, em Lisboa.

A crítica tem sido uma parte fundamental da democracia, das suas funções e do seu desenvolvimento ao longo da história. Alguns críticos apelam ao regime constitucional para que seja fiel aos seus próprios princípios mais elevados; outros rejeitam os valores promovidos pela democracia constitucional.
Platão opôs-se à democracia, defendendo um “governo dos mais qualificados”. James Madison estudou extensivamente as tentativas históricas e os argumentos sobre a democracia na sua preparação para a Convenção de Filadélfia e Winston Churchill observou que: 
Diversas formas de governo foram testadas e muitas outras serão ainda neste mundo de pecado e aflição. Ninguém pretende que a democracia seja perfeita e onisciente. É verdade que têm sido dito que a democracia é a pior forma de governo, exceto por todas as outras formas que já foram tentadas na história.— Winston Churchill
Críticas à democracia têm frequentemente tentado realçar suas inconsistências, paradoxos e limites, contrastando-a com outras formas de governo, como a epistocracia. Elas cracterizam a maioria das democracias modernas como poliarquias ou aristocracias democráticas e identificam momentos de fascismo em países democráticos, além de designarem as sociedades produzidas pelas democracias modernas como "neo-feudais".

## Importância da mídia de massa
A teoria da democracia baseia-se na suposição implícita de que os eleitores estão bem informados sobre questões sociais, políticas e candidatos para que possam tomar uma decisão verdadeiramente informada. Desde o final do século XX, tem havido uma preocupação crescente de que os eleitores possam estar mal informados devido ao fato de os meios de comunicação social se concentrarem mais no entretenimento e na fofoca e menos na investigação jornalística séria sobre questões políticas. Os professores de comunicação social Michael Gurevitch e Jay Blumler propuseram uma série de funções que se espera que os meios de comunicação social cumpram numa democracia:
- Vigilância do ambiente sociopolítico
- Definição de agenda significativa
- Plataformas para uma advocacia inteligível e esclarecedora
- Diálogo entre uma gama diversificada de pontos de vista
- Mecanismos para responsabilizar os funcionários pela forma como exerceram o poder
- Incentivos para que os cidadãos aprendam, escolham e se envolvam
- Uma resistência baseada em princípios aos esforços de forças externas à mídia para subverter sua independência, integridade e capacidade de servir ao público
- Um senso de respeito pelo membro da audiência, como potencialmente interessado e capaz de dar sentido ao seu ambiente político

Esta proposta inspirou muitas discussões sobre se os meios de comunicação social estão realmente a cumprir os requisitos que uma democracia funcional exige. Os meios de comunicação social comerciais não são geralmente responsáveis perante ninguém, excepto perante os seus proprietários, e não têm qualquer obrigação de desempenhar uma função democrática. Eles são controlados principalmente pelas forças econômicas do mercado. A competição econômica feroz pode forçar os meios de comunicação social a desviarem-se de quaisquer ideais democráticos e a concentrarem-se inteiramente em como sobreviver à competição.
A tabloidização e a popularização da mídia jornalística são vistas em um foco crescente em exemplos humanos em vez de estatísticas e princípios. Há mais foco em políticos como personalidades e menos foco em questões políticas na mídia popular. As campanhas eleitorais são abordadas mais como corridas de cavalos e menos como debates sobre ideologias e questões reais. O foco dominante da mídia em manipulação, conflito e estratégias competitivas fez com que os eleitores percebessem os políticos como egoístas em vez de idealistas. Isto fomenta a desconfiança e uma atitude cínica em relação à política, menos envolvimento cívico e menos interesse em votar. A capacidade de encontrar soluções políticas eficazes para os problemas sociais é dificultada quando os problemas tendem a ser atribuídos a indivíduos em vez de causas estruturais. Esta ênfase centrada na pessoa pode ter consequências de longo alcance, não só para os problemas internos, mas também para a política externa, quando os conflitos internacionais são atribuídos a chefes de Estado estrangeiros em vez de estruturas políticas e económicas. O forte enfoque dos meios de comunicação no medo e no terrorismo permitiu que a lógica militar penetrasse nas instituições públicas, levando ao aumento da vigilância e à erosão dos direitos civis.
A capacidade de resposta  e a responsabilização do sistema democrático ficam comprometidas quando a falta de acesso a informação substancial, diversa e não distorcida prejudica a capacidade dos cidadãos de avaliar o processo político. O ritmo acelerado e a banalização da mídia competitiva estão tornando o debate político mais raso. Uma investigação completa e equilibrada de questões políticas complexas não se encaixa neste formato. A comunicação política é caracterizada por horizontes de tempo curtos, slogans curtos, explicações simples e soluções simples. Isto é mais propício ao populismo político do que à deliberação séria.
Os meios de comunicação de massa comerciais geralmente são diferenciados ao longo do espectro político para que as pessoas possam ouvir principalmente opiniões com as quais já concordam. Demasiada controvérsia e opiniões diversas nem sempre são rentáveis para os meios de comunicação social comerciais  A polarização política está surgindo quando pessoas diferentes leem notícias diferentes e assistem a canais de TV diferentes, sendo que foi agravada pelo surgimento das redes sociais que permitem às pessoas comunicar principalmente com grupos de pessoas com ideias semelhantes. A polarização política extrema pode minar a confiança nas instituições democráticas, levando à erosão dos direitos civis e da liberdade de expressão e, em alguns casos, até mesmo ao regresso à autocracia.
Muitos estudiosos da comunicação social têm discutido os meios públicos de comunicação social como uma forma de melhorar o processo democrático, fornecendo o tipo de conteúdos políticos que um mercado livre não fornece. O Banco Mundial recomendou a radiodifusão pública para fortalecer a democracia nos países em desenvolvimento. Estes serviços de radiodifusão devem ser responsáveis perante um organismo regulador independente, adequadamente protegido contra interferências de interesses políticos e económicos. Os meios de comunicação de serviço público têm a obrigação de fornecer informações confiáveis aos eleitores. Muitos países têm estações de rádio e televisão financiadas publicamente com obrigações de serviço público, especialmente na Europa e no Japão, enquanto esses meios de comunicação são fracos ou inexistentes em outros países, incluindo os Estados Unidos. Vários estudos mostraram que quanto maior o domínio da mídia comercial sobre a mídia de serviço público, menor a quantidade de informações relevantes para políticas na mídia e maior o foco fofocas, personalidades e pecadilhos de políticos. As emissoras de serviço público são caracterizadas por informações mais relevantes para políticas e mais respeito pelas normas jornalísticas e imparcialidade do que a mídia comercial. No entanto, a tendência de desregulamentação colocou o modelo de serviço público sob pressão crescente devido à concorrência com os meios de comunicação comerciais.
O surgimento da internet e das mídias sociais alterou profundamente as condições de comunicação política. As mídias sociais deram aos cidadãos comuns acesso fácil para expressar suas opiniões e compartilhar informações, ignorando os filtros da grande mídia. Isto é frequentemente visto como uma vantagem para a democracia. As novas possibilidades de comunicação mudaram fundamentalmente a maneira como os movimentos sociais e os movimentos de protesto operam e se organizam. A Internet e as redes sociais forneceram novas ferramentas poderosas aos movimentos democráticos nos países em desenvolvimento e nas democracias emergentes, permitindo-lhes contornar a censura, expressar as suas opiniões e organizar protestos.
Um problema sério com as mídias sociais é que elas não têm filtros de verdade. Os meios de comunicação social estabelecidos têm de proteger a sua reputação de serem dignos de confiança, enquanto os cidadãos comuns podem publicar informações pouco fiáveis. Na verdade, estudos mostram que histórias falsas estão se tornando mais virais do que histórias verdadeiras. A proliferação de notícias falsas e teorias da conspiração pode minar a confiança do público no sistema político e nos funcionários públicos.
Fontes de informação confiáveis são essenciais para o processo democrático. Os governos menos democráticos dependem fortemente da censura, da propaganda e da desinformação para se manterem no poder, enquanto as fontes independentes de informação conseguem minar a sua legitimidade.